# Hejnice
Hejnice (německy Haindorf) jsou město na severu České republiky ve Frýdlantském výběžku, v okrese Liberec Libereckého kraje. Od krajského a zároveň okresního města Liberce leží asi 16 kilometrů severovýchodním směrem. Žije v něm přibližně 2 800 obyvatel. První písemná zmínka sice pochází z roku 1381, avšak pověst místo zmiňuje již ve 13. století, kdy zde mělo dojít k zázraku uzdravení rodiny sítaře ze sousední obce odměnou za jím zakoupenou a sem donesenou sošku Panny Marie. Z lokality se stalo poutní místo, na němž později vznikl kostel. Po několika staletích přibyl františkánský klášter a kostel byl přestavěn v barokním stylu a zasvěcen Navštívení Panny Marie. Během 19. století v obci vznikaly průmyslové továrny (porcelánky, papírny a textilky), dále škola a od roku 1900 je do Hejnic přivedena železniční trať. Rozvoj obce zapříčinil 31. července 1917 její povýšení na město uskutečněné rozhodnutím Karla I. Během první republiky Hejnice dále prosperovaly a panoval zde čilý kulturní ruch. Po druhé světové válce a odsunu zdejšího německého obyvatelstva však počet obyvatel i přes sestěhovávání rodin z československého vnitrozemí klesal. Během dubna 1950 došlo v rámci Akce K k přepadení místního kláštera, z něhož byl vytvořen internační tábor pro řeholníky nucené pracovat v blízkých továrnách. Chátrající klášter po roce 1989 prošel obnovou a roku 2001 se opětovně otevřel coby „Mezinárodní centrum duchovní obnovy“. Během léta roku 2010 však město postihly záplavy, které poničily jeho část.
Město tvoří dvě části, a sice Hejnice a Ferdinandov. Nachází se v údolí na severním úbočí Jizerských hor, protéká jím řeka Smědá, prochází tudy silnice II/290 a železniční trať číslo 038. Má vlastní poštovní úřad, mateřskou, základní a střední odbornou školu, je zde služebna policie i zbrojnice místních dobrovolných hasičů. Nachází se tu také fotbalové hřiště, na němž hraje své zápasy místní FK Hejnice.
Ke zdejším významným památkově chráněným stavbám patří vedle kláštera a kostela také barokní boží muka, silniční most u kostela a vila Emila Simona. Pravidelně se počátkem léta konají Hejnické slavnosti a na podzim pak turistický pochod „Putování po stopách Železné koruny“ spolu s festivalem trampské a folkové hudby Jizerská nota. Od léta do podzimu probíhá v kostele tradiční festival varhanní hudby.

## Název

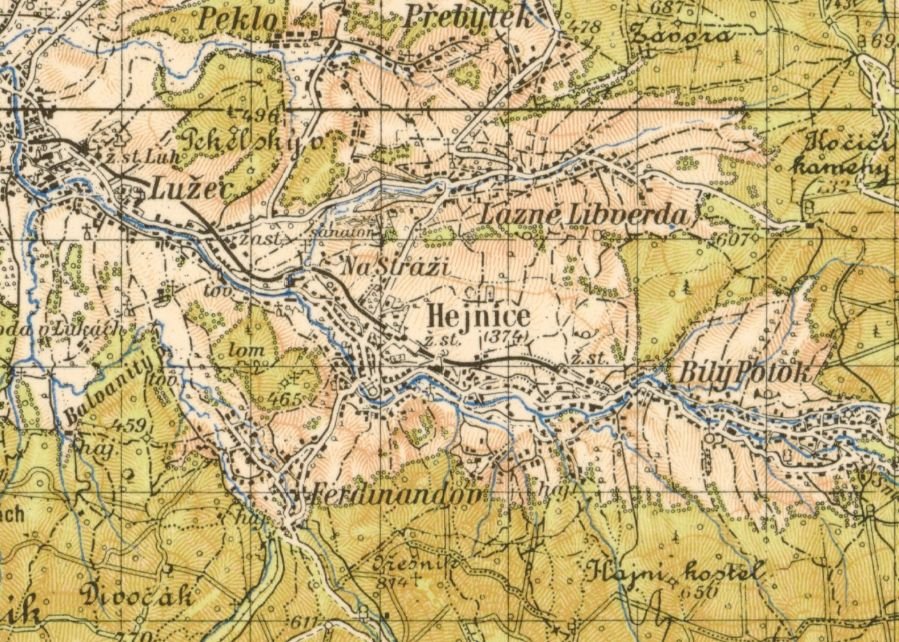
Hejnice na mapách třetího vojenského mapování

Původní německé pojmenování obce (Haindorf) vychází z německého Dorf im Haine, tedy ves v háji. To je odvozeno od spojení „Matka Boží na pařeze“ upomínající na starý obraz umístěný v místním kostele zachycující Pannu Marii na pařeze. Zápis názvu se v průběhu let měnil, od Hayndorff (zaznamenaného roku 1381), přes Hayndorf (1408), Haindurff (1445), Hayndorff (1448), Handorff (1462), Hayndorff (1469), Haynsdorf (1495), Hayndorff (1498), Heyndorff (1509), Hayndorff (1513), Haindorf (1527), Handorff (1543), Haindorf (1549), Heindorff (1624), Haindorf či Heundorf (1651), Heyndorff (1654) po Haindorf (1790). Od roku 1893 se česky nazývala Heníč či Henič a současné jméno Hejnice (-ic, rod ženský, číslo pomnožné) bylo úředně stanoveno v roce 1923.

## Historie
Podle pověsti žil ve 13. století (jiné zdroje uvádějí rok 1159) v blízkém Luhu chudý sítař, který měl těžce nemocnou manželku i dítě. Když jednou vysílením usnul pod třemi lipami na břehu říčky Smědé, zdál se mu sen, podle něhož měl na tomto zázračném místě pověsit sošku Matky Boží (podle některých podání příběhu mariánský obrázek), díky čemuž se měla jeho žena i dítě uzdravit. Sítař vše učinil a jeho nejbližší se skutečně uzdravili. To k lokalitě přilákalo další poutníky a na tomto místě zbudovali dřevěnou kapli, do níž sošku umístili. Když se pak po roce 1352 přestavovala na kamenný kostel, našel se na jednom z jejích trámů vyřezaný římský letopočet MCCXI (tedy 1211), jenž měl udávat rok, kdy k hejnickému zázraku došlo (stejný rok je přisuzován založení města, které oslavilo 800 let v roce 2011). První písemná zmínka o obci v urbáři Frýdlantského panství je však datována až k roku 1381. V té době osadu obývali především zemědělci a lesní dělníci pocházející z Lužice a pracující v okolních lesích. Hejnice byly posledním osídleným místem proti proudu řeky Smědé. Zakončovaly totiž pruh vinoucí se sem od Frýdlantu přes Raspenavu, Luh a Lužec. Osídlování zdejší krajiny začalo nejpozději před polovinou 14. století a pokračovalo až koncem 16. století, když bylo poddaným dovoleno majitelem zdejšího panství Melchiorem z Redernu vykácet lesy proti proudu řeky Smědé východně od Hejnic a založit v těch místech Bílý Potok, čímž se pruh vesnic podél řeky ještě prodloužil.
Správu nad obcí dědičně vykonával rod usazený ve statku číslo 2 nazývaném „Kretscham“. Jeho majitelé byli (až do doby vlády Marie Terezie ve druhé polovině 18. století) osvobozeni od povinnosti robotovat na panském. Tito správci obce řešili také případné soudní pře mezi zdejšími obyvateli. Podle údajů v urbáři frýdlantského panství z roku 1409 existovala v Hejnicích jedna pila a v údolí Štolpichu probíhalo dobývání chudé železné rudy určené železárnám a hamrům v blízké Raspenavě. Mohlo k němu však docházet i dříve. Na dolování odkazuje také například název dolu Krásná Máří, podle nějž se stejným jménem označuje jedna ze skal využívaných pro horolezectví. Vedle tohoto dolu patřil mezi nejvýnosnější ještě Svatý Jiří.
V místech, kde stála dřevěná kaple Navštívení Panny Marie vyrostl koncem patnáctého století nový kostel, jenž byl roku 1498 vysvěcen míšeňským biskupem Janem ze Salhauzenu. Za Redernů, jimž zdejší území patřilo v letech 1558 až 1621, kostel chátral. Redernové totiž patřili k protestantům (luteránům) a všechny kostely na jimi spravovaném území měnili z katolických na protestantské. Protože se však k hejnickému kostelu konaly pravidelné poutě, nechali tuto stavbu zavřít úplně. K jejímu opětovnému otevření nepomohly ani stížnosti katolických církevních hodnostářů, ani nařízení panovníka Rudolfa II. Přesto ale do Hejnic věřící přicházeli a scházeli se alespoň na blízkých kopcích. V září roku 1600 se po smrti dosavadního majitele panství Melchiora z Redernu stala majitelkou panství vdova po něm, Kateřina z Redernu. Ta šla v represích vůči katolíkům ještě dále a roku 1609 údajně nechala vybavení kostela včetně madony odvézt na liberecký zámek (sošku prý umístila do jeho kaple). Ten ale za šest let kompletně vyhořel a sama Kateřina při požáru unikla možné smrti. Soška hejnické madony však zůstala požárem neporušena. Kateřina ji proto během noci nechala odvézt zpět do Hejnic. Objekt kostela však zůstával i nadále uzavřený pro veřejnost. Zbožné návštěvy např. řádových sester z kláštera v Lubani však povoleny byly.

### 17.a 18.století

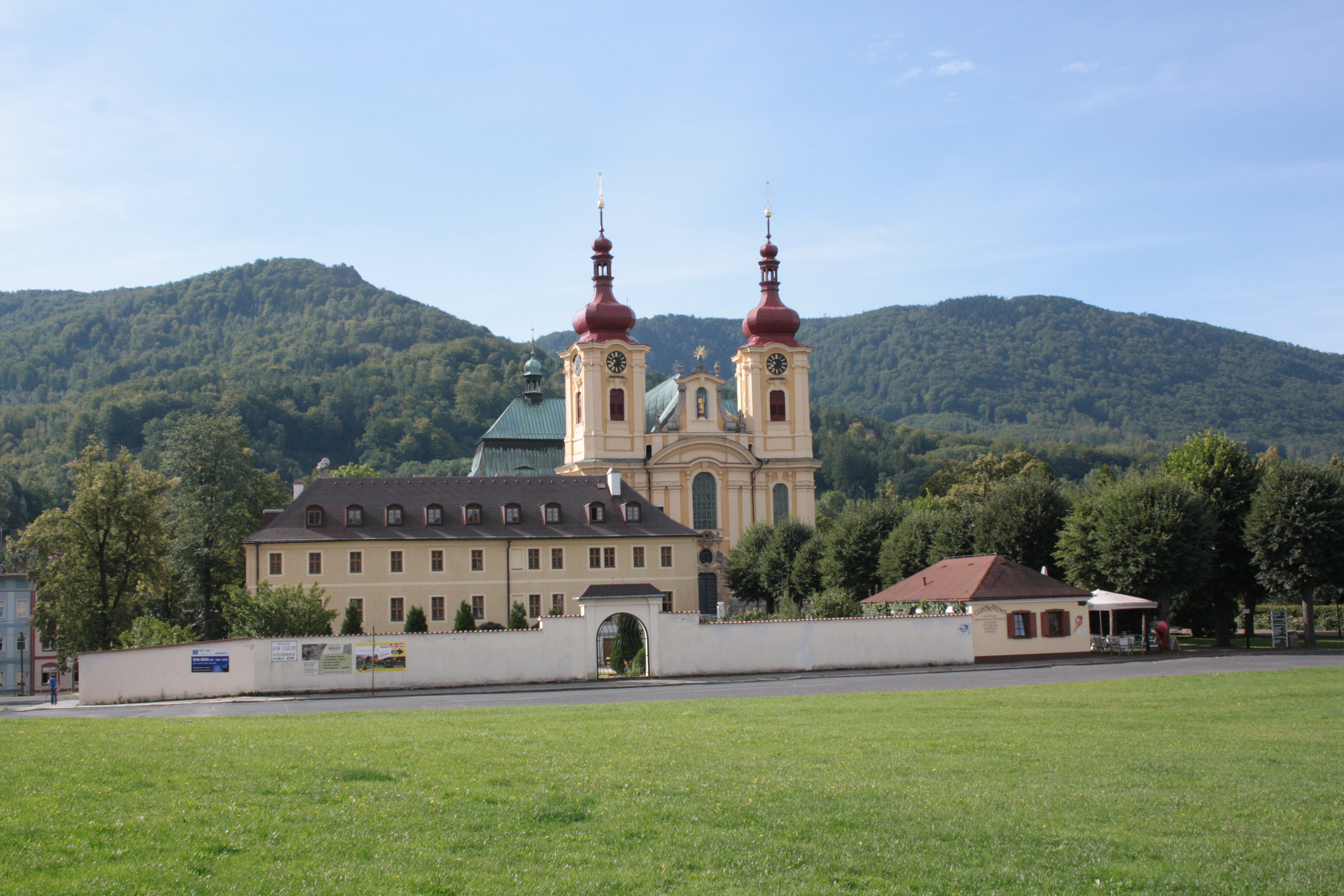
Kostel s klášterem (nalevo v popředí)

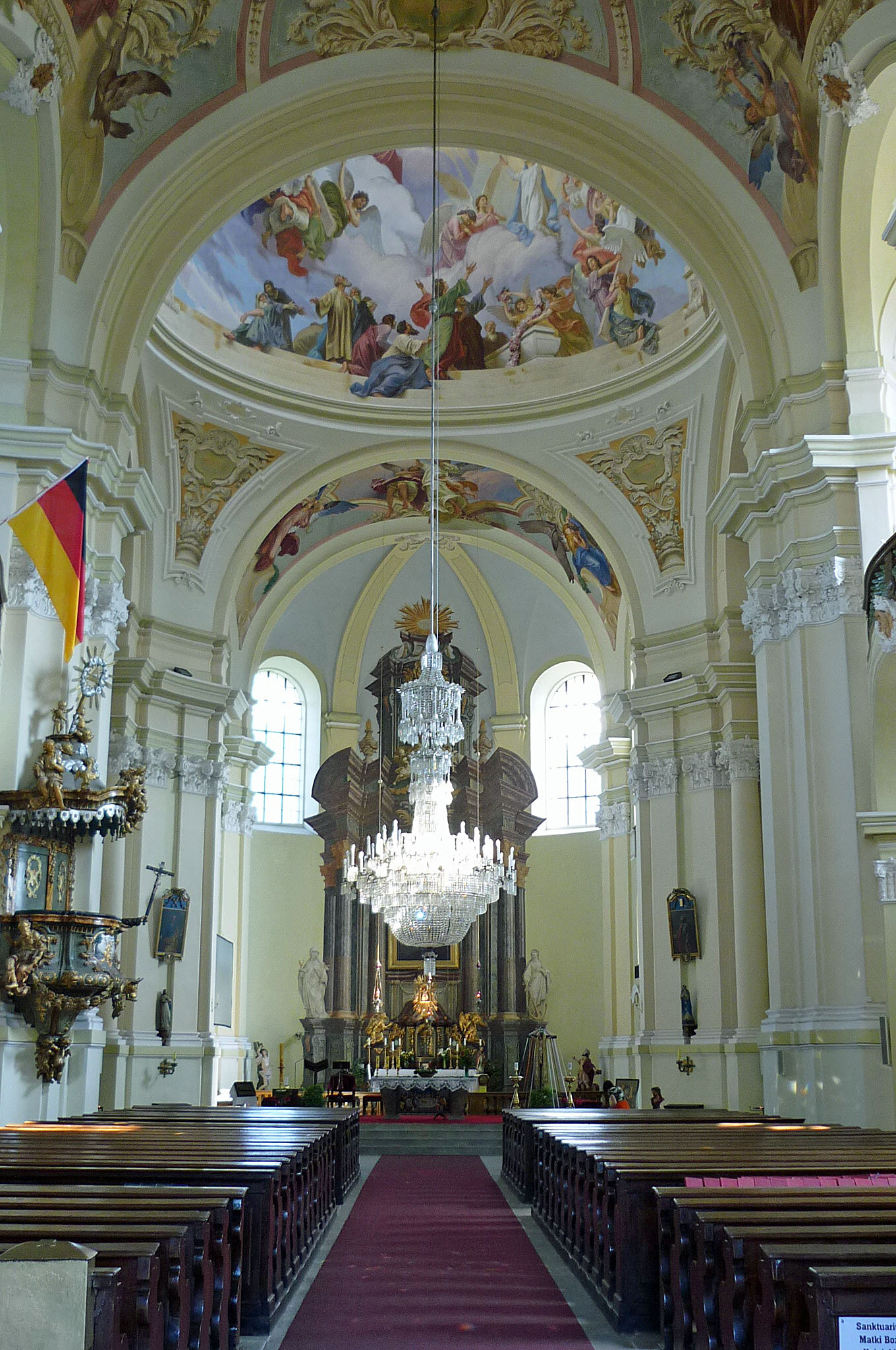
Interiér hejnického kostela

Když v roce 1618 vypuklo Stavovské povstání, stáli Redernové (jako protestanti) na straně českých stavů. Po jejich porážce v bitvě na Bílé hoře (1620) byly Redernům majetky nacházející se v Čechách zkonfiskovány, a ti se tak museli uchýlit na své zawidówské panství, jež jim díky tomu, že již leželo v Horní Lužici, kterou spravoval saský kurfiřt, zůstalo. Majitelem frýdlantského panství se stal Albrecht z Valdštejna. Ten panství povýšil na vévodství, razil vlastní mince a potlačoval náboženskou reformaci. Roku 1634 se však města Frýdlantu zmocnila švédská vojska a plenila také okolní kraj (například vyloupila hejnický kostel). Valdštejnovu vraždu v Chebu (roku 1634) pomáhal zosnovat i následující majitel frýdlantského panství, Matyáš Gallas. Gallasové byli katolickým rodem a opět začali dbát o rozvoj poutního místa. Pro ochranu poutníků při nepřízni počasí nechali ke kostelu v roce 1679 Abrahámem Leuthnerem přistavět ambit, který v roce 1694 upravil Marek Antonius Canevall. Ten také mezi roky 1692 a 1696 pro Františka Ferdinanda Gallase vybudoval čtyřkřídlý patrový klášter, jenž byl roku 1698 předán do správy františkánskému řádu. V tom samém roce navíc došlo k dokončení gallasovské a františkánské hrobky, do níž se pohřbívali zesnulí majitelé zdejšího frýdlantského panství a řádoví mniši. Prvním pohřbeným z vládnoucího rodu byl hrabě František Ferdinand Gallas, jenž skonal roku 1697. Za Gallasů přicházelo na poutě do kostela až 7000 věřících (ročně až 80 000 poutníků). V té době také ve městě existoval východně od kostela vodní Šolcův mlýn. Poháněla ho dvě vodní kola a fungovala v něm dvě mlýnská složení.
Dne 8. září 1722 se započalo s přestavbou kostela, která trvala sedm let. Z původní stavby zůstal zachován pouze presbytář, jenž v nově vystavěném kostele tvoří rameno příčné lodi, a v levé kapli je umístěn polní oltář Albrechta z Valdštejna s plastikami tří světic, pocházející z původního gotického kostela, a pod podlahou také pařez lípy, u níž došlo k zázraku. Kostel je jednolodní, vybudovaný na půdorysu latinského kříže, v jehož čele je dvouvěžové průčelí. Stavbu podle návrhu Tomáše Haffeneckera, jehož plány ještě před samotnou stavbou částečně upravil Johann Bernard Fischer z Erlachu, budoval zednický mistr Johann Fogenauer. Vzniklý velkolepý barokní chrám, vysvěcený v polovině roku 1725, dostal název Navštívení Panny Marie (někdy nazývaný též Sličná madona). Jeho stavba však byla dokončena až čtyři roky po vysvěcení. Následně ještě roku 1730 došlo ke zvětšení obou hrobek (gallasovské i františkánské) v suterénu kostela. Roku 1761 však postihl objekt chrámu požár, který zničil střechu a část interiéru (hlavní oltář). Po něm začala jeho obnova vedená stavitelem Janem Antonínem Jedličkou, která již ale nebyla tak velkolepá a rychlá jako předchozí přestavba celého chrámu. V roce 1787 vytvořil malíř Josef Kramolín do kostela iluzivní technikou oltář. Je v něm uchována původní soška Madony z 80. let 14. století. Do interiéru stavby se umístily i další barokní oltáře vyřezávané na konci 18. století. Došlo také ke spojení obou hrobek v podzemí kostela v jednu (1819) a roku 1843 byl do hrobky zbudován nový vchod. Celou obnovu kostela dokončil na počátku 20. století vídeňský malíř Andreas Groll, jenž na její strop vyvedl nástropní malby s mariánskou tematikou.

### 19.a počátek 20.století

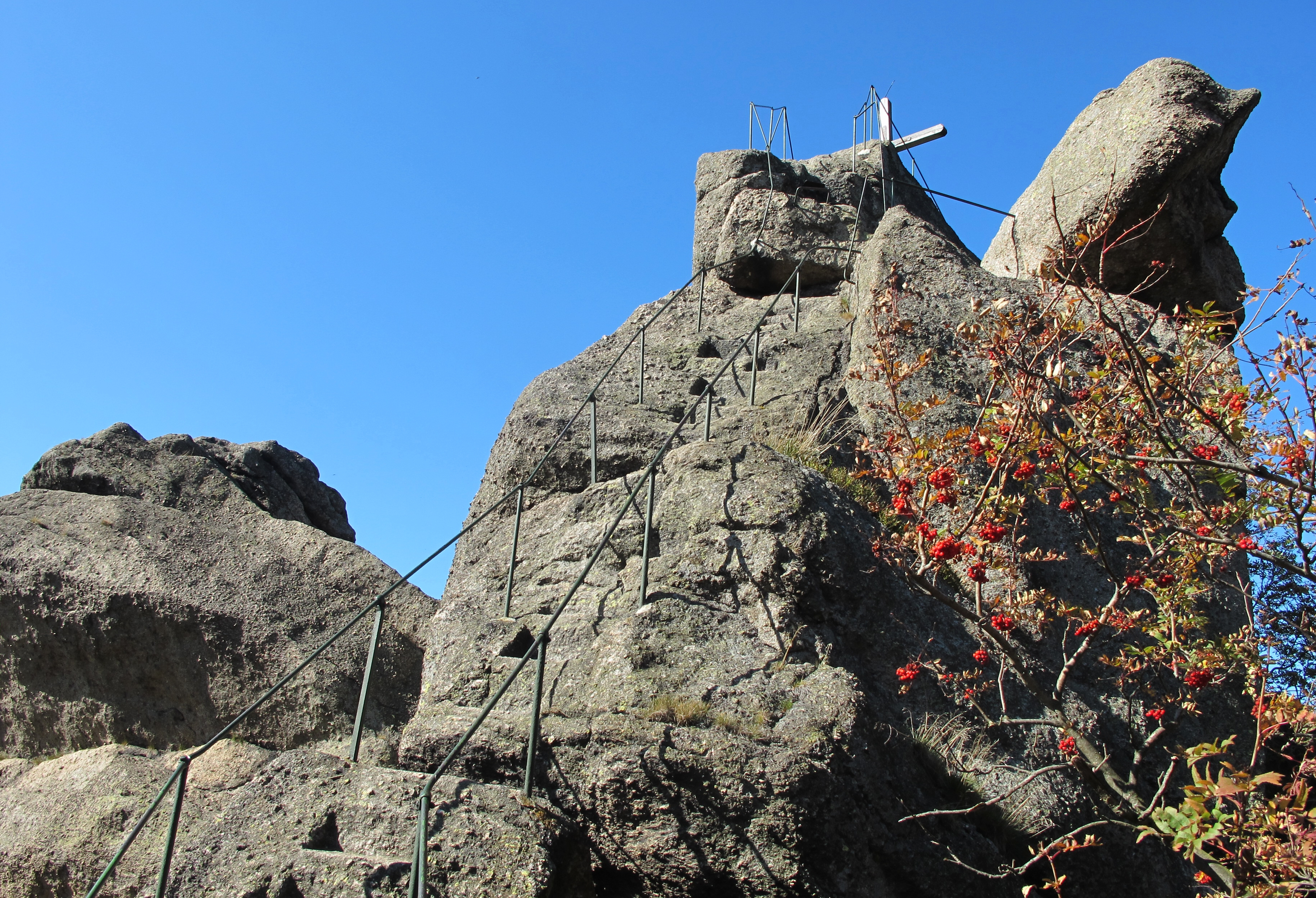
Vyhlídka na Ořešníku zpřístupněná koncem 19. století

Během 19. století nastal rozvoj služeb (od roku 1866 mají Hejnice vlastní poštovní úřad) a vzniklo také několik průmyslových podniků. Roku 1859 se rozeběhla přádelna bavlny Franze a Eduarda Hermanových a roku 1874 začala vedle kostela pracovat tkalcovna Franze Fritsche. Společnosti patřila také továrna v objektu čp. 385 jižně od železniční trati. Zatímco objekt u kostela byl od roku 2004 dle návrhu architektonického ateliéru Agora přestavován na byty, druhý objekt společnosti slouží svému účelu dosud. Vedle textilky byly v provozu také porcelánky. Ty produkovaly nejenom nádobí, ale také malované porcelánové hlavičky na dýmky. Nejvýznamnější porcelánkou v Hejnicích byla továrna Josefa Kratzera. Roku 1874 vznikl místní sbor dobrovolných hasičů a od roku 1882 vyráběla své výrobky papírna Antona Rösslera, která sice byla asi o sto let mladší, než podobná továrna ve Ferdinandově (založená roku 1784), obě ale vydržely pracovat až do poloviny 20. století.
Roku 1895 došlo k otevření objektu pětitřídní chlapecké měšťanské školy u železniční zastávky a o tři roky později mohli turisté z Ořešníku, který se vypíná nad městem, díky upravení a zabezpečení zdejší vyhlídky shlížet na celé Hejnice. Na přelomu století (3. května 1900) začal do města jezdit vlak po trati zbudované Frýdlantskými okresními drahami. Po železnici se začaly odvážet výrobky z hejnických továren. O pět let později došlo ke zřízení telefonní centrály na místním úřadu a o další dva roky poté, v dubnu 1907, se na ulicích rozsvítily plynové lampy, jež nahradily do té doby používané petrolejové osvětlení. Od října roku 1913 byla většina obyvatel napojena na veřejný vodovod. Toho roku navíc vyhořela Kratzerova porcelánka. Po svém obnovení ale své výrobky dále produkovala, a to až do poloviny 20. století. V té době v ní pracoval například Jaroslav Pýcha.
Na kopci zvaném Na Chatkách (465 m n. m.) jihozápadně od Hejnic bylo zásluhou místního „Spolku pro pozdvižení cizineckého ruchu“ v letech 1913 až 1914 vybudováno lesní divadlo o kapacitě hlediště dosahující dvou tisíc diváků. Na zahajovací představení (hru Síla víry sehranou kočovnou společností J. Hubera), které se konalo v neděli 7. července 1914, se přišlo podívat na tisíc návštěvníků. Posléze zde vystupovali s Ibsenovými hrami také členové divadla z Liberce. Vedle dramat se v divadle hrály též operety a jednotlivá představení byla mezi návštěvníky oblíbená.
S ohledem na rozvoj obce vyhověl císař Karel I. svým rozhodnutím (zemským zákonem číslo 71/1917) z 31. července 1917 žádosti o její povýšení na město. Rozhodnutí bylo publikováno ve výnosu ministerstva vnitra číslo jednací 45.429–16 ze dne 7. srpna 1917. Při té příležitosti získalo město i svůj znak.
Po první světové válce pokračoval rozvoj města. Obyvatelé měli již od roku 1919 konzum a další podniky přibývaly, takže v polovině třicátých let 20. století fungovalo ve městě dvacet hostinců a pohostinství, šest hotelů, osm pánských a deset dámských krejčích, dále osm kadeřníků, sedm pekařů a devět řezníků. Svou provozovnu zde mělo také devět obuvníků a pobočku v Hejnicích měla i firma Baťa. Od roku 1921 promítalo filmy zdejší kino.
Divadlo v lokalitě Na Chatkách se roku 1923 stalo majetkem města Hejnic, ale hry se v něm přestaly hrát ještě před druhou světovou válkou. Po ní již jeho provoz nebyl obnoven. Zbytky divadla se ovšem dochovaly dodnes.
Roku 1926 došlo k rozparcelování svažité plochy na svahu směrem k Lázním Libverdě, na níž se do té doby nacházely obecní pastviny či průhony pro dobytek, a vzniklé pozemky byly prodány jako stavební parcely. Oblast je dnes nazývaná Na Skřivánku. Po roce 1945 zde vyrostlo několik domů pro pracovníky porcelánky v Raspenavě.

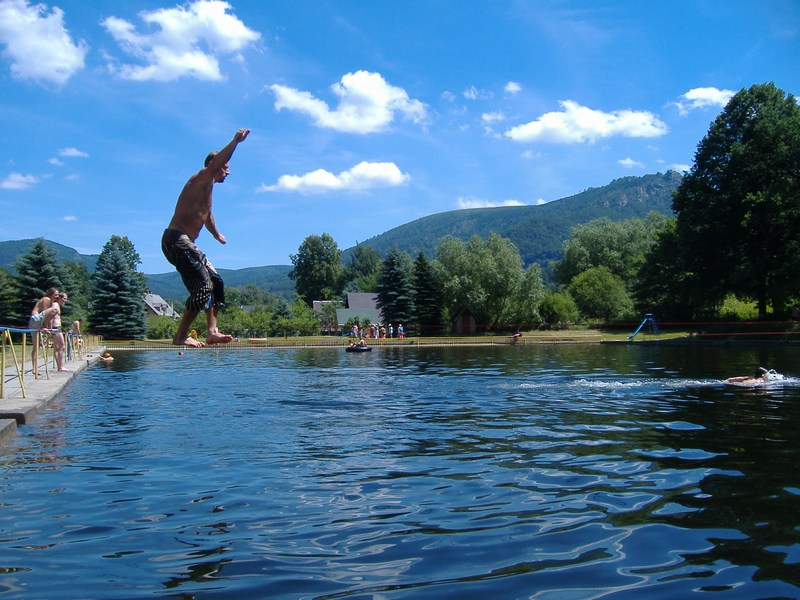
Momentka z místního koupaliště

Od roku 1931 se na schodech před kostelem hrávalo divadelní představení, jež bývalo součástí každoročních slavností zvaných Jedermann Festspiele. Toho roku také došlo ke zřízení koupaliště, jež vzniklo z bývalého obecního rybníka. Napájeno je Safírovým potokem. Během zimních měsíců, kdy koupaliště zamrzalo, se na něm dalo bruslit. Ve 30. letech 20. století, kdy hejnické obyvatelstvo z přibližně 91 % tvořili Němci, se ve městě stále silněji prosazovala Heinleinova Sudetoněmecká strana (SdP). Zatímco v obecních volbách v roce 1927 zvítězili komunisté, následující volby do poslanecké sněmovny v roce 1935 již patřily Henleinově straně a obdobně dopadly také obecní volby konané v roce 1938.
Na základě Mnichovské dohody připadlo město Německu. Zdejší přívrženci Heinleinovy strany byli ve své nesnášenlivosti vůči Čechům ještě horlivější, než jejich vládní úřad v Ústí nad Labem. Snažili se totiž i o vystěhování některých zdejších českých rodin, které se odmítaly vzdát protektorátního občanství. Na druhou stranu německé úřady později během války bezplatně udělili stavební parcelu jinému občanovi města, neboť coby letec luftwaffe úspěšně sestřelil dvě nepřátelská (spojenecká) letadla.
Ráno 9. května 1945 obsadila město sovětská a polská vojska. Na konci druhé světové války byly Hejnice i sousední Lázně Libverda plné civilistů uprchlých z bombardovaných částí Německa. Ve městě bydleli v některých školách a penzionech přeměněných na lazarety. Po válce 22. května 1945 přijel do Hejnic oddíl vojska původem ze Železného Brodu, jenž začal se zajišťováním majetku nejen přímo ve městě, ale také v blízkém Bílém Potoce, Luhu, Raspenavě a v Bulovce. Členové jednotky zatkli a uvěznili deset hejnických členů Národně socialistické německé dělnické strany (NSDAP), jež posléze následovali další. O čtyři dny později (26. května) se hejnická jednotka přemístila do Bílého Potoka a ve městě ji vystřídala jednotka „Skuteč“. Ta vznikla sloučením několika partyzánských oddílů u Skutče na Českomoravské vrchovině a 25. května se přesunula na Frýdlantsko. Velel jí nadporučík Ludvík Špirk a čítala celkem 257 mužů a jednu ošetřovatelku. V Hejnicích zůstaly tři čety, jimž velel podporučík Kabele, a nacházelo se zde též velitelství celé jednotky. Další dvě čety pod vedením četaře Prchaly operovaly v Raspenavě a zbylé dvě v čele s rotmistrem Františkem Matrasem v Bílém Potoce. Vojáci vůči původnímu německému obyvatelstvu postupovali nekompromisně a vykonali také několik trestů smrti. Popraveno bylo přes padesát osob německé národnosti. Přímo v Hejnicích vojáci usmrtili 22 osob a v lese u Ferdinandova dalších 8 lidí. Tvrdě postupovali ale i vůči Čechům, když 27. června rozpustili hejnický národní výbor a pět jeho členů zatkli kvůli neoprávněným manipulacím s antifašistickými průkazy. Činnost jednotky oficiálně skončila 5. srpna 1945 v Hejnicích a někteří její členové se na Frýdlantsku usadili natrvalo. Postupně však vyšly najevo přehmaty, jichž se jednotka dopustila, a její velitel Špirk byl odsouzen k několika letům vězení.
Během odsunu německého obyvatelstva, který po válce probíhal, odcházeli mezi prvními uprchlíci z bombardovaných částí Říše. Ve dvou odsunech odešli také členové někdejší místní pobočky NSDAP. Během roku 1945 opustilo město ve třech etapách 1116 osob a v průběhu roku 1946 úhrnem 1179 osob. Dobrovolně navíc ještě odešlo 114 antifašistů. Zpět do Hejnic se po válce naopak vrátili jak strážci státní hranice, tak čeští františkáni, kteří byli za války vězněni v koncentračním táboře Buchenwald, a začali spravovat klášter po odsunutých německých řeholnících. Na první poválečnou pouť, kterou zorganizovali, přijelo 12 000 věřících. Do města začaly v rámci dosídlování pohraničí přicházet i rodiny z československého vnitrozemí, především z Hořicka, Hradecka a Českomoravské vrchoviny. Mezi nimi přišly i rodiny pěti chlapců, kteří se na velikonoční pondělí roku 1946 podíleli na masakru, při němž zavraždili dvě Němky a další dva Němci z řádění vyvázli se zraněním.

### Poválečný vývoj
Na základě dekretů projednaných během září 1946 československou vládou znárodnil stát všechny banky, pojišťovny, doly a také průmyslové podniky, které měly více než 500 zaměstnanců (v případě textilních provozů i s nižším počtem). V Hejnicích se toto nařízení týkalo Fritschovy textilky, jež se spolu s dalšími podniky z oblasti Frýdlantska stala součástí nově vzniklého národního podniku České vlnařské závody, který sídlil v Liberci.
Roku 1948 sice došlo ke zbudování místního rozhlasu, ale únorové události toho roku znamenaly znárodňování průmyslu (například porcelánky Kratzer, která byla znárodněna již necelý měsíc po Únoru), dále též šikanu a zabavování majetku příslušníkům nekomunistických stran, členům Junáka či zemědělcům bránícím se kolektivizaci. S ohledem na odchod obyvatelstva během vysidlování Němců z Československa, se potýkalo celé Frýdlantsko s nedostatkem pracovních sil. Místa po odsunutém obyvatelstvu zajišťovali nejenom příchozí českoslovenští obyvatelé, ale také reemigranti ze zahraničí. Do Hejnic například přišli z Jugoslávie a z polského Zelówa, který založili čeští pobělohorští exulanti. Absenci pracovních sil řešila také hejnická porcelánka, které sice hrozilo zrušení, ale místní správě se povedlo toto rozhodnutí změnit. Chybějící pracovníky se pokoušela v létě 1950 získat náborovou akcí pořádanou v Prešovském kraji na Slovensku. Přilákat nové obyvatele se vláda snažila také pomocí různých finančních pobídek. I přes ně však zůstaly některé domy neobydlené a nikdo je nechtěl využívat ani jako rekreační objekty. Tyto neudržované stavby armáda postupně během padesátých a šedesátých let bourala. Přes nedostatek pracovníků museli v rámci celostátních náborových akcí zdejší lidé odcházet pracovat jinam. Během tak zvané Lánské akce získávající zaměstnance do těžkého průmyslu, odešlo z Frýdlantska celkem 15 žáků končících povinnou školní docházku a byla mezi nimi i hejnická hornice Marie Cimburková.
V létě 1949 se na úbočí Vlašského hřbetu utábořila skupina osmi železnobrodských skautských roverů, kteří se zde skrývali a čekali na vhodný okamžik k emigraci z Československa. Po udání však 24. července 1949 jejich úkryt obklíčila Státní bezpečnost (StB), dva z mladíků zastřelila a tři těžce zranila. Mrtvé tajně pohřbili na hejnickém hřbitově a vedle toho navíc dvanáct lidí, převážně zemědělců z Hejnic a Bílého Potoka, bylo za poskytování potravin skautům, což soud označil za podporování protistátní činnosti, odsouzeno k mnohaletým trestům v pracovních táborech v Jáchymově a Příbrami.
V padesátých letech v rámci pronásledování katolické církve skončily vlivem zákazu vládnoucí Komunistické strany Československa (KSČ) hejnické poutě. Během noci ze 12. na 13. dubna 1950 přepadl zdejší klášter oddíl Státní bezpečnosti (StB) a následně z něj vytvořil jeden z internačních táborů pro řeholníky a řádové sestry svážené sem z rušených klášterů po celé republice (Akce K). Soustředili se tu především mladí řeholníci (novicové) v počtu obvykle nepřesahujícím stovku, kteří zde s ohledem na svůj věk měli mírnější podmínky režimu, než jaké panovaly v klášterech se staršími internovanými mnichy. Počet vězňů kolísal mezi přibližně 100 až 140. Byli tu například Zdeněk Bonaventura Bouše nebo Bernard Drahoslav Říský. Proti své vůli držení řeholníci pracovali v místní textilce a porcelánce. Jako internační tábor mužských řádů přestal klášter sloužit během září 1952 a po jejich vyklizení sloužil do září 1955 jako internační tábor pro řeholnice. Následně se z kláštera postupně stala jídelna, školní družina a dílny.

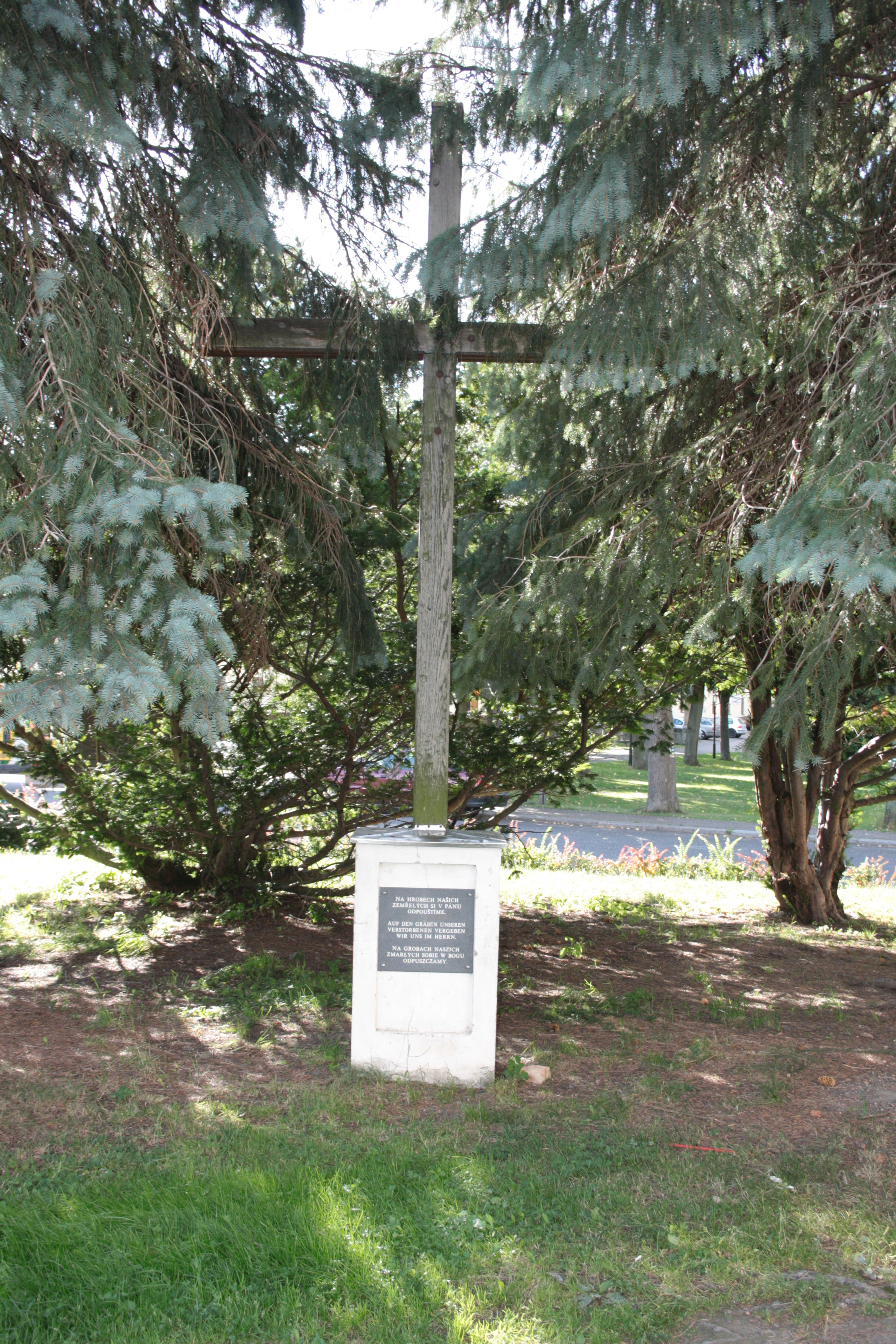
Kříž smíření u hejnického kostela

Začátkem července roku 1959 byla v Hejnicích spotřebním družstvem Jednota otevřena první samoobslužná prodejna na Frýdlantsku. O dva roky později se součástí města stala osada Ferdinandov. V polovině roku 1980 ji následovaly další dvě do té doby samostatné sousední obce, a sice Bílý Potok a Lázně Libverda. Během poslední dekády vlády Komunistické strany Československa se v Hejnicích započalo s výstavbou panelových domů, na bývalém hřišti házené vyrostlo zdravotní středisko a v lokalitě Na Skřivánku se vybudovaly domy určené lesním dělníkům, kteří likvidovali kalamitou postižené lesy Jizerských hor. Naopak neudržovanému klášteru hrozila zkáza a zánik. Během osmdesátých let 20. století zvažovalo Severočeské muzeum v Liberci provést na objektu základní opravy, aby mohl sloužit jako depozitář této instituce. K tomu ovšem nedošlo a po sametové revoluci připadl klášter zpět církvi. Ve zdejší farnosti začal od září 1990 působit ThDr. Miloš Raban, jenž se vrátil z emigrace, a začal opravovat interiér chrámu. Následně se po roce 1998 díky prostředkům z fondu Evropské unie Phare CBC v rámci přeshraniční spolupráce Euroregionu Nisa podařilo za přibližně 100 milionů korun českých obnovit klášter i jeho zahradu. Počátkem ledna 2001 byl objekt za účasti církevních hodnostářů slavnostně vysvěcen a otevřen jako „Mezinárodní centrum duchovní obnovy“. Od roku 1990 se při příležitosti ukončení druhé světové války (8. května) koná Mezinárodní pouť smíření, které se účastní zástupci dříve znepřátelených národů (Češi, Němci, Poláci či Romové) a pokoušejí se nalézt způsob opětovného vzájemného poklidného soužití. Po roce 2000 je cílem poutě dřevěný Kříž smíření, zbudovaný severně od hejnického kostela v místech, kde se nacházel místní hřbitov. Na betonovém podstavci kříže je český, německý a polský nápis „Na hrobech našich zemřelých si v Pánu odpouštíme“.
Dne 1. září 1990 se opět osamostatnila obec Lázně Libverda a na přelomu let 1991 a 1992 ji následoval Bílý Potok. Ve městě proběhla plynofikace a díky prostředkům z fondu Phare se podařilo dokončit kanalizaci nebo na břehu Smědé vybudovat v roce 1999 čistírnu odpadních vod. Do města také přišel výrobce příslušenství pro motorová vozidla, firma Knorr-Bremse, jenž koupil místní závod Autobrzdy a až do svého přestěhování do liberecké průmyslové zóny byl největším zaměstnavatelem ve městě.
Během srpna 2010 postihla město spolu s okolní krajinou povodeň, která na veřejném majetku napáchala škody ve výši asi 60 milionů korun českých. Na jejich odstraňování přispěl také český miliardář Petr Kellner a pomohl též výtěžek Benefičního koncertu pro Hejnice, který se 1. října toho roku uskutečnil. Vystoupili na něm například Maxim Turbulenc, Michal Hrůza či Jiří Schmitzer. Od téhož roku jsou na svazích v okolí města vedeny trasy cyklistického Singltreku pod Smrkem. Dne 20. dubna 2011 zavítal do města při své cestě po Libereckém kraji tehdejší prezident České republiky Václav Klaus. Počínaje létem roku 2013 objíždějí hejničtí policisté své okolí včetně singltrekových tras na horských kolech, které jim město ve spolupráci se sousedními obcemi pořídilo. Na počátku roku 2015 získali do své výbavy i automobil Škoda Yeti, jenž nahradil doposavad používaný vůz Lada Niva. Poslední lednový den roku 2018 byl kostel Navštívení Panny Marie nařízením vlády České republiky s účinnosti od 1. července téhož roku prohlášen za národní kulturní památku České republiky.

## Přírodní poměry
Hejnice od roku 1850 patřily do okresu Frýdlant. Po jeho zrušení (roku 1960) jsou součástí libereckého okresu, který spolu s dalšími třemi okresy tvoří Liberecký kraj. Od krajského (a zároveň i okresního města) jsou vzdušnou čarou vzdáleny přibližně 15,5 kilometru. Od centra zdejší oblasti – Frýdlantu – je dělí asi 9 kilometrů. Katastrální území, nesoucí stejný název jako vlastní město, má rozlohu 38,41 kilometru čtverečního. Největší část rozlohy území (89 %) tvoří lesní půda. Dalších asi 8 % plochy katastrálního území připadá na zemědělskou půdu. Zbývající část je tvořena trvalými travními porosty, zahradami, ornou půdou a zastavěnými či vodními plochami.

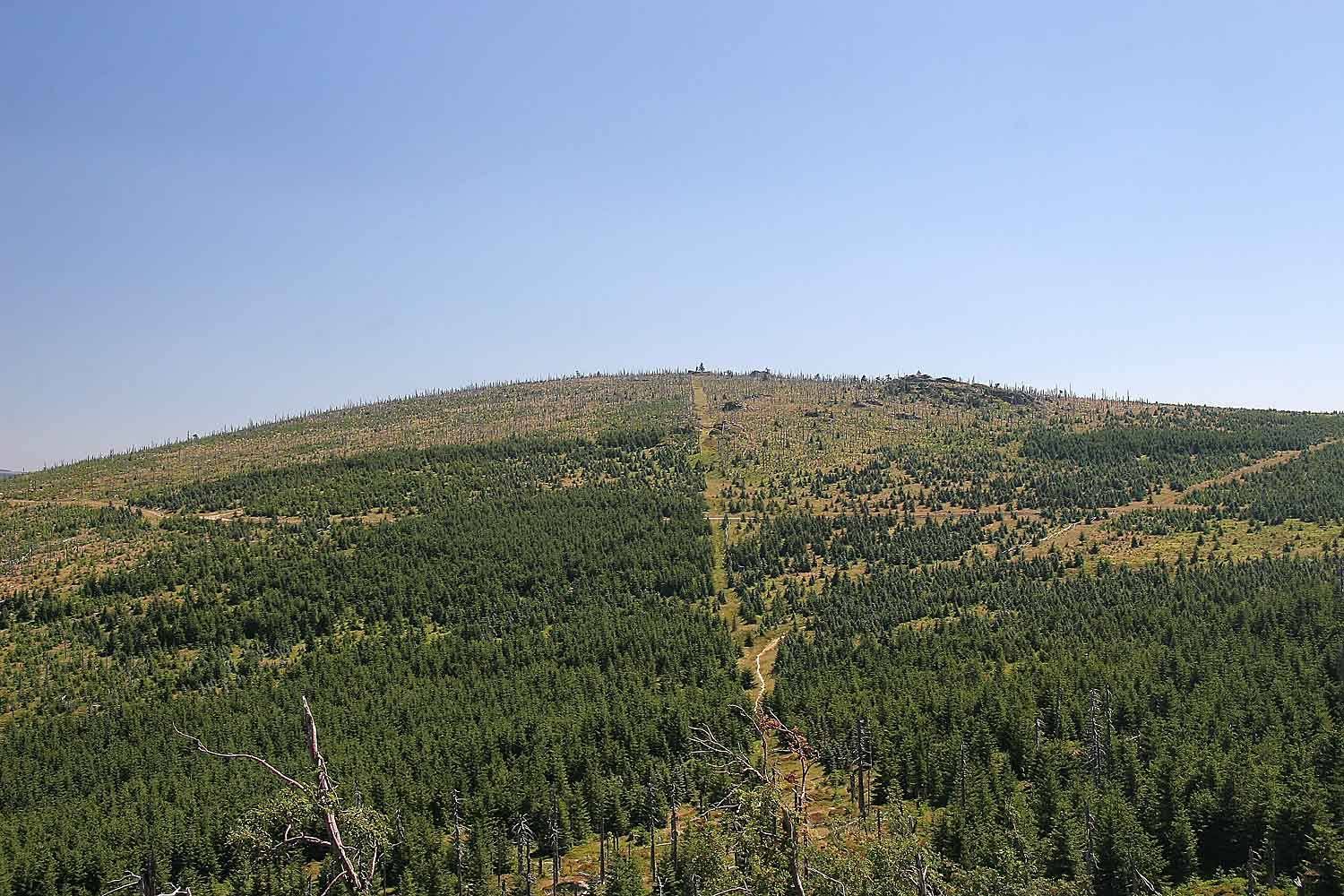
Hranice katastrálního území probíhá také po Smědavské hoře

Hranice území probíhá (při popisu od severu dále ve směru chodu hodinových ručiček) po jižních svazích hřbetu, oddělujícího město od Lázní Libverdy. Západně od Kočičích kamenů se hranice ostře lomí k jihozápadu a směřuje po toku nepojmenovaného potoka k řece Smědé. Následně vede tokem řeky, obchází průmyslový areál čp. 22 a u mostku pro pěší přes Smědou se stáčí k jihu k objektu čp. 254. Poté zvolna stoupá až k domu čp. 152, u něhož se stočí k jihu a stoupá po severním svahu Ořešníku, až dosáhne lesní cesty, na které se stočí východním směrem. Dále hranice katastrálního území ze severní strany lemuje národní přírodní památku Jizerskohorské bučiny a prochází po severních svazích Frýdlantského cimbuří, Poledních kamenů a Smědavské hory, až dosáhne silnice II/290 a po ní stoupá k horské chatě Smědava. U chaty se ze silnice oddělí, ale po západní straně její další směr i nadále sleduje. Obchází tak po východní straně Jizeru a Zelený vrch, kolem něhož se z jižní strany obtáčí a obchází jej i z jeho západní strany. Dále proti proudu sleduje tok Bílé Desné, a to až k vrcholu Čihadlo, který ze severní strany obchází a stáčí se k jihozápadu. Následně směřuje ke skále zvané Jelení kámen. U ní se ostře zalomí severním směrem a po východní a severní straně obchází Černou horu. Poté klesá až k Holubnické cestě, u které se opět stáčí k severozápadu a probíhá po jihozápadní straně Holubníku. Následně míjí pramen Bílého Štolpichu a na severovýchodní straně Olivetské hory se stočí severním a posléze severovýchodním směrem a kaňonem Bílého Štolpichu po zdejší Křížové cestě klesá až k Ferdinandovu. Tuto vesnici postupně z jihu, západu a severu obejde a přes vrchol Na Chatkách míří k Hejnicím. V nich vede korytem řeky Smědé až k soutoku této řeky s Libverdským potokem. Následně tok řeky opouští a ze severu obchází hejnickou lokalitu Skřivánek, až se opětovně dostává na severní stranu města.
Postupně tak (opětovně od severu po směru chodu hodinových ručiček) hraničí s katastrálními územími Lázně Libverda, Bílý Potok pod Smrkem, Kořenov, Albrechtice v Jizerských horách, Josefův Důl, Bedřichov, Mníšek u Liberce, Oldřichov v Hájích a Raspenava.

### Geologická stavba, reliéf a půdy

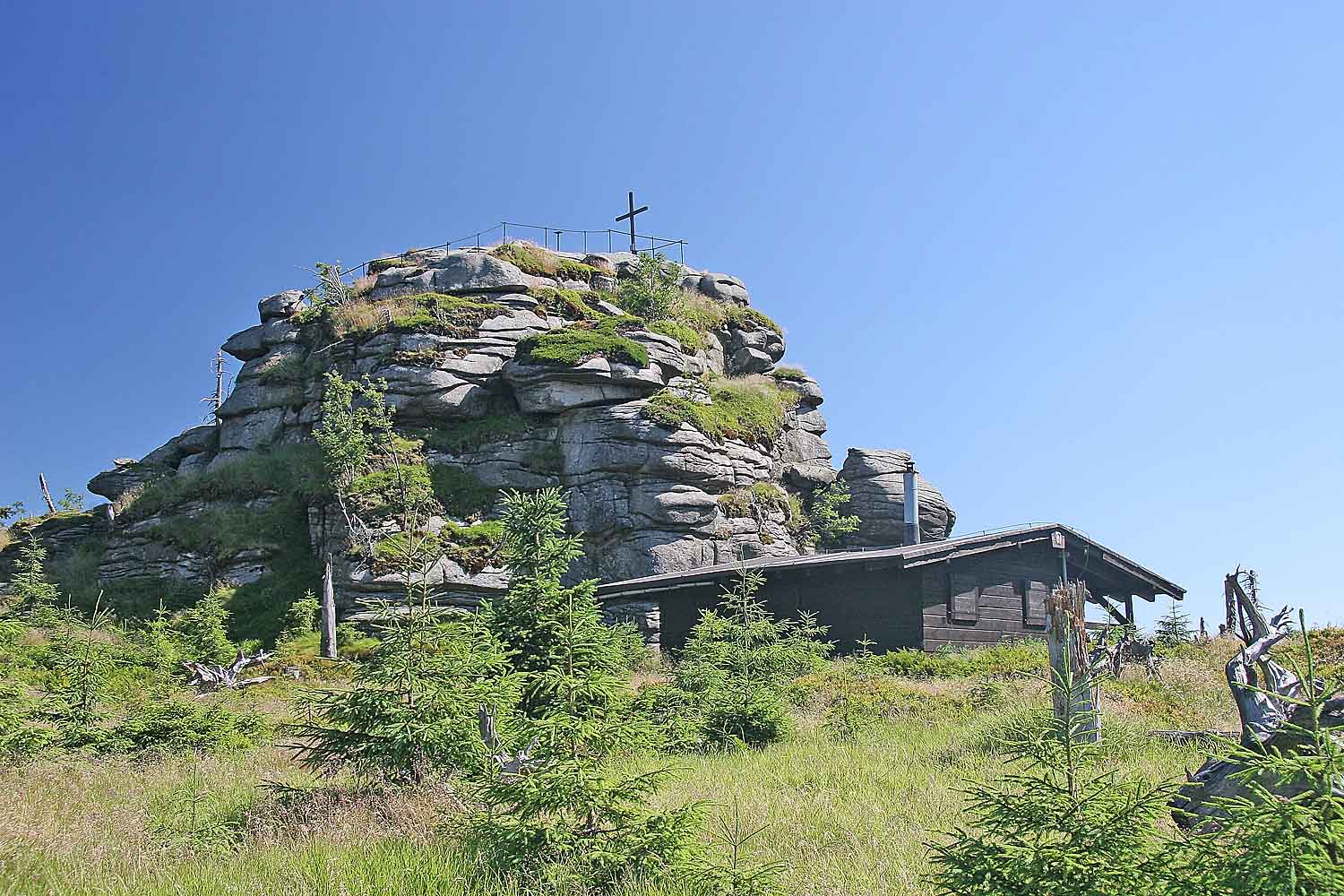
Jizera je nejvyšším bodem katastru obce

Z geologického hlediska patří oblast do Českého masivu, čímž se řadí k nejstarším částem evropské pevniny. Údolí kolem řeky Smědé tvoří kvartérní říční sedimenty, tedy písky a štěrky. Obdobná situace je i na dolních tocích Černého a Bílého potoka. Hřeben severně od Hejnic, oddělující město od Lázní Libverdy, vytvářejí ledovcové sedimenty (tilly) plynule přecházející do navátých sedimentů, tedy spraší či sprašových hlín. Naopak na partiích jižně od města jsou svahové sedimenty kvartérního stáří (hlíny a kameny), jež následně přecházejí do granitu až granodioritu tvořící Krkonošsko-jizerský masiv. Západně od města se nachází lokalita Na Chatkách, která je tvořena granitem.
Horopisně je město součástí provincie Česká vysočina, v níž patří do Krkonošsko-jesenické subprovincie, přesněji do její Krkonošské oblasti. Jižní partie katastrálního území spadají do podcelku Jizerské hornatiny, konkrétně do okrsku Smědavské hornatiny. Naproti tomu severní části patří k Frýdlantské pahorkatině. K nejvyšším vrcholům na katastru obce se řadí Jizera (1122 m n. m.), dále Smědavská hora (1084 m n. m.), Polední kameny (1006 m n. m.) či Ořešník (800 m n. m.), z jehož plošiny je vyhlídka na město a okolí, kterou roku 1898 zpřístupnili členové místního Německého horského spolku vytesáním 28 schodů do skály a obehnáním vyhlídky zábradlím.
Z pedologického hlediska se na katastru města nacházejí kambizemě, podzoly, glejové a pseudoglejové půdy a v okolí Smědé též fluvizemě.

### Vodstvo a podnebí
Ve směru od východu na západ protéká městem řeka Smědá. Jejími zdrojnicemi jsou Bílá, Černá a Hnědá Smědá, jež všechny pramení v Jizerských horách v prostoru mezi Smědavskou horou (1084 m n. m.) a horou Jizerou (1122 m n. m.). U polské obce Radomierzyce se pravostranně vlévá do Lužické Nisy. Na území obce sleduje její tok z jižní strany ulice Petra Bezruče a následně Jizerskou. V katastru obce se do ní vedle nepojmenovaných vodních toků postupně levostranně vlévají Bílý a Černý potok.
Podle Quittovy klimatické klasifikace se město řadí do mírně teplé oblasti MT7. Pro tu jsou charakteristická normálně dlouhá a mírně suchá léta, a mírná jara a podzimy. Zimy jsou normálně dlouhé, mírně teplé, suché s krátkým trváním sněhové pokrývky. Během ledna se teplota pohybuje obvykle mezi −2 a −3 °C, dubnový průměr činí 6 až 7 °C. V červenci teplota osciluje kolem 16 až 17 °C, ale během října již nejčastěji dosahuje pouze 6 či 7 °C. Průměrný denní úhrn srážek alespoň 1 mm/m2 nastane během 100 až 120 dnů během kalendářního roku a sněhová pokrývka se vyskytuje 60 až 80 dní v kalendářním roce. Dne 18. února 2019 padaly v České republice dosavadní teplotní rekordy. Nejvyšší teplota toho dne na území republiky, a sice 16,8 °C, byla naměřena v Hejnicích. Od počátku října 1960 ve městě působí amatérský meteorolog Miroslav Jech. Své zázemí má v severní části obce zvané Skřivánek.

### Flora a fauna

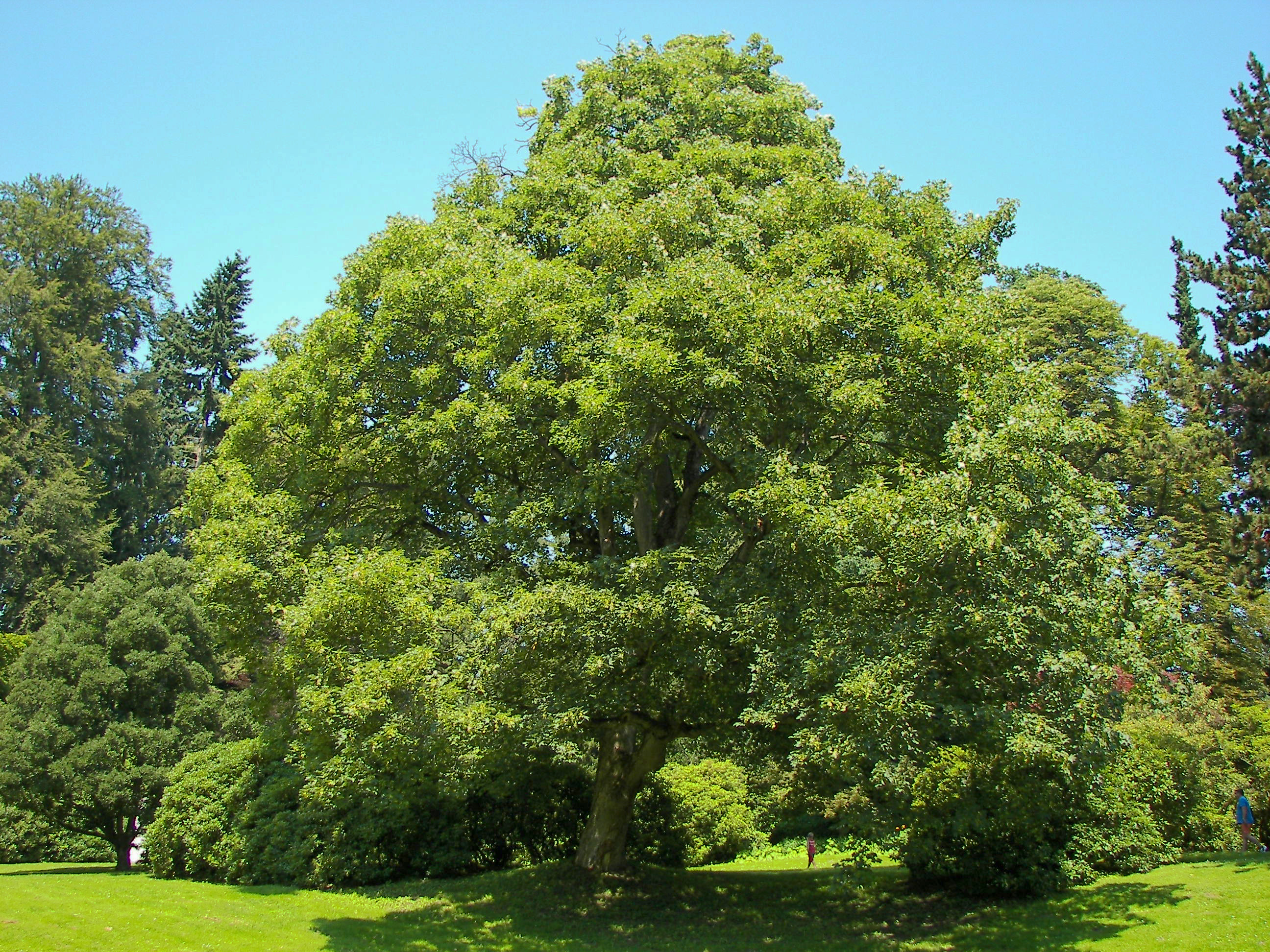
V okolí Hejnic roste také javor klen (Acer pseudoplatanus)

Hejnice se na základě biogeografického členění řadí do hercynské podprovincie, v níž tvoří Žitavský bioregion. Dle fytogeografického členění je oblast součástí okrsku Frýdlantská pahorkatina, resp. obvodu Českomoravské mezofytikum. Potenciální přirozenou vegetací jsou bikové bučiny (Luzulo–Fagetum) s ostrovy bučin s kyčelnicí devítilistou (Dentario enneaphylli–Fagetum). V jižních částech katastrálního území je přirozenou vegetací smrková bučina (Calamagrostio villosae–Fagetum). Na území katastru Hejnic se nacházejí původní bukové lesy. Z dřevin se zde vyskytují duby zimní (Quercus petraea) i letní (Quercus robur), dále lípy velkolisté (Tilia platyphyllos) a srdčité (Tilia cordata), jilm horský (Ulmus glabra), javor klen (Acer pseudoplatanus) či jeřáby (Sorbus). Jehličnaté stromy zde zastupují jedle bělokorá (Abies alba) spolu se smrky (Picea). V jejich podrostu rostou brusnice borůvka (Vaccinium myrtillus), metlička křivolaká (Avenella flexuosa), kopytník evropský (Asarum europaeum), plicník tmavý (Pulmonaria obscura), strdivka nicí (Melica nutans), jaterník podléška (Hepatica nobilis), spolu s kapradinami (Polypodiophyta) a mechy (Bryophyta). Také se zde kvetou chráněné rostliny jako například podbělice alpská (Homogyne alpina), čípek objímavý (Streptopus amplexifolius), měsíčnice vytrvalá (Lunaria rediviva), mléčivec alpský (Cicerbita alpina), žebrovice různolistá (Blechnum spicant), kyčelnice devítilistá (Dentaria enneaphyllos), vranec jedlový (Huperzia selago), lýkovec jedovatý (Daphne mezereum), kokořík přeslenitý (Polygonatum verticillatum) i mnohokvětý (Polygonatum multiflorum), též pryskyřník platanolistý (Ranunculus platanifolius), čarovník alpský (Circaea alpina), hořec tolitovitý (Gentiana asclepiadea) a lilie zlatohlavá (Lilium martagon). Podél toku řeky Smědé se vyskytují křídlatky japonské (Reynoutria japonica) i sachalinské (Reynoutria sachalinensis), ale také netýkavka žláznatá (Impatiens glandulifera) či třapatka dřípatá (Rudbeckia laciniata).

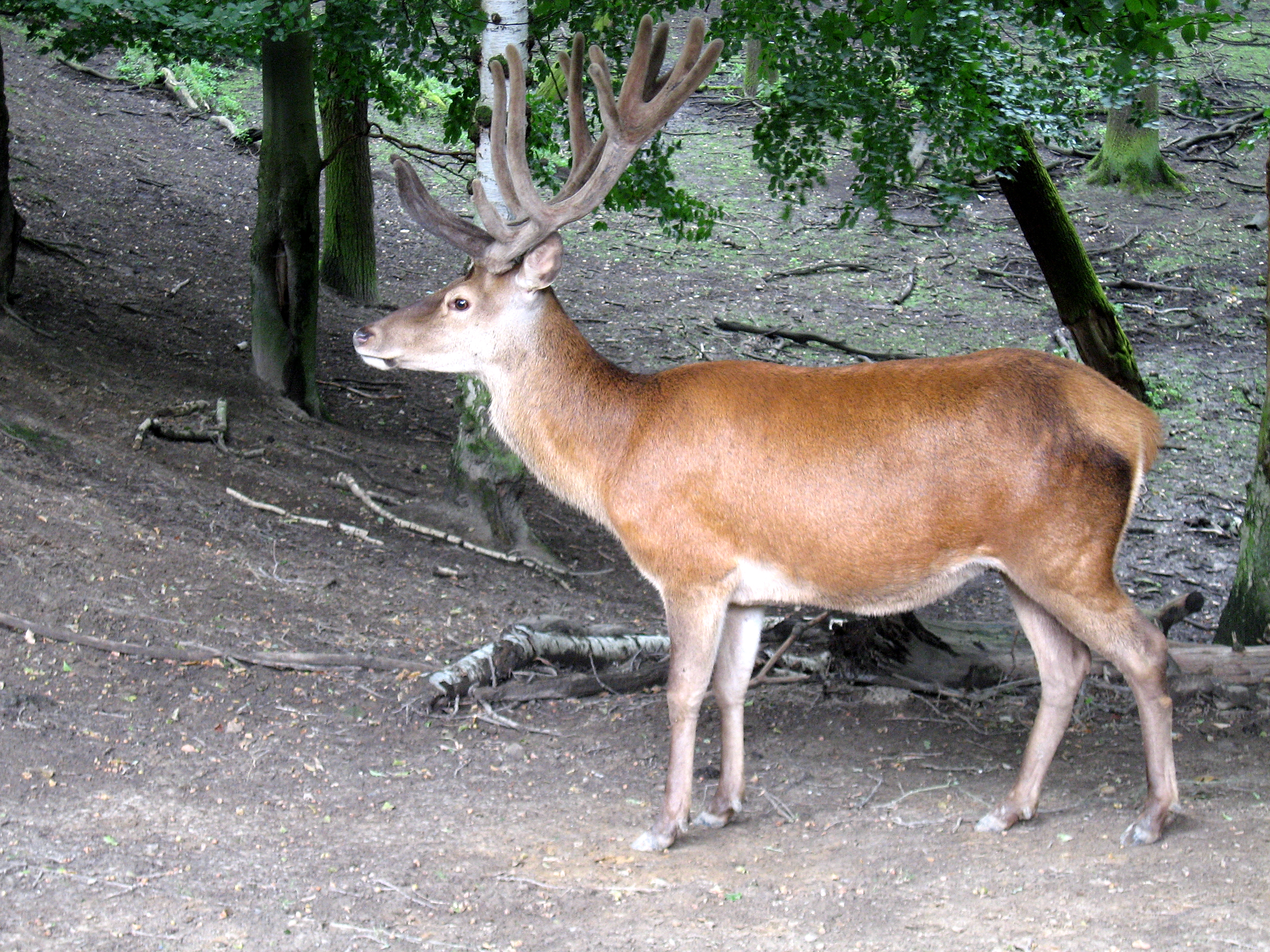
Vyskytují se tu též jeleni lesní (Cervus elaphus)

Žijí zde jeleni evropští (Cervus elaphus), daňci evropští (Dama dama), kuny skalní (Martes foina) či rejsci horští (Sorex alpinus). Nad krajinou létá výr velký (Bubo bubo), sýc rousný (Aegolius funereus), sýček obecný (Athene noctua), kulíšek nejmenší (Glaucidium passerinum), včelojed lesní (Pernis apivorus), holub doupňák (Columba oenas), lejsek malý (Ficedula parva), luňák červený (Milvus milvus) nebo dudek chocholatý (Upupa epops). U řeky Smědé se může objevit morčák velký (Mergus merganser), bekasína otavní (Gallinago gallinago), vodouš kropenatý (Tringa ochropus), případně motákové pilich (Circus cyaneus) a pochop (Circus aeruginosus). Z motýlů se zde objevuje batolec duhový (Apatura iris), martináček bukový (Aglia tau), různorožec černopásý (Alcis bastelbergeri) a bělopásek topolový (Limenitis populi). Při cestách krajinou je možné narazit také na tesaříka pilunu (Prionus coriarius), roháčky bukového (Sinodendron cylindricum) či kovového (Platycerus caraboides), případně na mravence lesní (Formica rufa).

### Ochrana životního prostředí
Celé město je součástí chráněné krajinné oblasti Jizerské hory vyhlášené na přelomu let 1967 a 1968. Důvodem pro její vyhlášení byla snaha o zachování, využívání a obnovu místního přírodního bohatství spolu s ochranou jejího vzhledu. Mezi charakteristické znaky krajiny patří též zástavba lidového rázu. Na území katastru se dále rozkládá národní přírodní rezervace Jizerskohorské bučiny vyhlášená v polovině srpna 1999 k uchování vzácného ekosystému komplexu smíšeného (především bukového) lesa spolu s rostlinnými a živočišnými společenstvy na toto prostředí vázanými. V červenci 2021 se staly první českou přírodní památkou zařazenou na seznam Světového dědictví organizace UNESCO. Do katastrálního území též zasahuje pět přírodních rezervací. V abecedním pořadí Černá hora, Klečové louky, Na Čihadle, Prales Jizera a Ptačí kupy. Všechny byly k ochraně porostů, květeny a tamních krajinných útvarů vyhlášeny v červnu 1960. Ze stejného důvodu byly v polovině října 1965 vyhlášeny také tři přírodní památky, jež se na katastru města nacházejí. Jsou to území Na kneipě (přírodní památka), U posedu a Vlčí louka. Do roku 1999 se na katastru města nacházely ještě další dvě národní přírodní rezervace, a sice Frýdlantské cimbuří a Štolpichy, jež se tehdy začlenily do vzniklé národní přírodní rezervace Jizerskohorské bučiny.
Do části katastrálního území také spadají tři evropsky významné lokality (Jizerské smrčiny, Jizerskohorské bučiny a Smědava). První, vyhlášená počátkem listopadu 2004, chrání rašelinný les, vřesoviště a rašeliniště spolu se smrčinami na skalnatých vrších. Druhá, k jejímuž prohlášení došlo koncem roku 2004, ochraňuje lesy na svazích, sutích a v roklích, místní bučiny spolu s javorem a šťovíkem horským (Rumex arifolius). Poslední lokalita vyhlášená také koncem roku 2004 ochraňuje rašelinný les bučin a smrčin na vrchovištích. Do katastrálního území dále ještě zasahuje ptačí oblast Jizerské hory vyhlášená závěrem roku 2004 k ochraně populací tetřívka obecného (Tetrao tetrix) a sýce rousného (Aegolius funereus), včetně jejich biotopů.
U zdejšího kostela roste památná lípa srdčitá (Tilia cordata) nazvaná Lípa v Hejnicích.

## Obyvatelstvo

### Struktura

Věková struktura obyvatel obce Hejnice roku 2011

Ve městě k počátku roku 2017 žilo celkem 2724 obyvatel. Z nich bylo 1338 mužů a žen o přibližně padesát více (1386). Průměrný věk obyvatel města dosahoval 42 let. Dle Sčítání lidu, domů a bytů provedeném v roce 2011, kdy ve městě žilo 2696 lidí, bylo nejvíce obyvatel (17 %) ve věku od 30 do 39 let. Děti do 14 let věku tvořily 16 % obyvatel a senioři nad 70 let úhrnem 9 %. Z celkem 2259 občanů města starších 15 let mělo 37 % nejvyšší ukončené vzdělání úplné střední bez maturity. Počet vysokoškoláků dosahoval téměř 5 % a bez vzdělání byla naopak 0,2 % obyvatel. Z cenzu dále vyplývá, že ve městě žilo 1305 ekonomicky aktivních občanů. Celkem 88 % z nich se řadilo mezi zaměstnané, z nichž 76 % patřilo mezi zaměstnance, 3 % k zaměstnavatelům a zbytek pracoval na vlastní účet. Oproti tomu celých 47 % občanů nebylo ekonomicky aktivní (to jsou například nepracující důchodci či žáci, studenti nebo učni) a zbytek svou ekonomickou aktivitu uvést nechtěl. Úhrnem 25 obyvatel města pracovalo v zemědělství, lesnictví či rybolovu, 672 obyvatel zaměstnával průmysl a stavebnictví a dalších 453 pracovalo ve službách.
Úhrnem 1928 obyvatel města, tedy téměř tři čtvrtiny, se hlásilo k české národnosti. Třicet bylo Slováků, jednadvacet Němců, osm Ukrajinců, sedm Poláků, pět Romů a čtyři Moravané. Celých 662 obyvatel města však svou národnost neuvedlo. Ještě před druhou světovou válkou ovšem výrazně převažoval počet německého obyvatelstva, které (v roce 1930) tvořilo až 91 % obyvatel města.
Vývoj počtu obyvatel za celé město i za jeho jednotlivé části uvádí tabulka níže, ve které se zobrazuje pokles počtu obyvatel po světových válkách i následné dosídlování v polovině 20. století.
| Rok            | Rok                                                              | 1790 | 1834 | 1869 | 1880 | 1890 | 1900 | 1910 | 1921 | 1930 | 1950 | 1961 | 1970 | 1980 | 1991 | 2001 | 2011 |
| -------------- | ---------------------------------------------------------------- | ---- | ---- | ---- | ---- | ---- | ---- | ---- | ---- | ---- | ---- | ---- | ---- | ---- | ---- | ---- | ---- |
| Počet obyvatel | část Bílý Potok (součástí města pouze v letech 1980 až 1991)     |      |      |      |      |      |      |      |      |      |      |      |      | 749  | 597  |      |      |
| Počet obyvatel | část Ferdinandov (součástí města až od roku 1961)                |      |      |      |      |      |      |      |      |      |      | 212  | 356  | 283  | 290  | 276  | 269  |
| Počet obyvatel | část Hejnice                                                     | –    | 1358 | 2104 | 2630 | 2919 | 3063 | 2997 | 2638 | 2504 | 1819 | 2044 | 1701 | 2266 | 2247 | 2428 | 2427 |
| Počet obyvatel | část Lázně Libverda (součástí města pouze v letech 1980 až 1990) |      |      |      |      |      |      |      |      |      |      |      |      | 388  |      |      |      |
| Počet obyvatel | celé město                                                       | –    | 1358 | 2104 | 2630 | 2919 | 3063 | 2997 | 2638 | 2504 | 1819 | 2256 | 2057 | 3686 | 3134 | 2704 | 2696 |
| Počet domů     | část Bílý Potok                                                  |      |      |      |      |      |      |      |      |      |      |      |      | 201  | 209  |      |      |
| Počet domů     | část Ferdinandov                                                 |      |      |      |      |      |      |      |      |      |      | 54   | 87   | 77   | 90   | 127  | 130  |
| Počet domů     | část Hejnice                                                     | 135  | 203  | 280  | 330  | 373  | 434  | 440  | 451  | 495  | 488  | 401  | 361  | 355  | 383  | 468  | 481  |
| Počet domů     | část Lázně Libverda                                              |      |      |      |      |      |      |      |      |      |      |      |      | 101  |      |      |      |
| Počet domů     | celé město                                                       | 135  | 203  | 280  | 330  | 373  | 434  | 440  | 451  | 495  | 488  | 455  | 448  | 734  | 682  | 595  | 611  |

Mezi lety 2003 a 2012 celkový přírůstek obyvatel fluktuoval, převážně však dosahoval kladných hodnot (výjimku tvořily roky 2004 a 2011). K roku 2012 činil celkem 3,6 ‰. Maxima dosáhl v roce 2003 se 17,9 ‰, zatímco minima roku 2011 s –7,9 ‰. K roku 2012 činil 3,6 ‰. Větší měrou jej ovlivňoval přírůstek, respektive úbytek, stěhováním. Z hlediska přirozeného přírůstku dosahuje město kladných výsledků (s výjimkou roku 2011). V roce 2012 činil přirozený přírůstek 4 ‰.

### Náboženský život
Město je sídlem stejnojmenné římskokatolické farnosti. Ta je součástí Libereckého vikariátu Litoměřické diecéze v České provincii. Území zdejší farnosti zahrnuje nejen oblast samotného města, ale také obce Bílý Potok a Lázně Libverda v jejím okolí. Na území farnosti se tak nacházejí dva kostely, a sice hejnický kostel Navštívení Panny Marie a bělopotocký kostel Nejsvětější Trojice. Z Hejnic se navíc ještě spravují farnosti Mníšek u Liberce a Raspenava. Místním knězem je R. D. ICLic. Pavel Andrš. Z protestantských církví patří město k území farního sboru Českobratrské církve evangelické v Novém Městě pod Smrkem, respektive ke frýdlantské náboženské obci Církve československé husitské.
Při censu prováděném v roce 2011 se 385 obyvatel města (14 %) označilo za věřící. Z tohoto počtu se 215 hlásilo k církvi či náboženské obci, a sice 121 obyvatel k římskokatolické církvi (5 % ze všech obyvatel města), dále šest k pravoslavné, tři k Církvi československé husitské, dva k českobratrským evangelíkům a jeden ke Svědkům Jehovovým. Úhrnem 1099 obyvatel se označilo bez náboženské víry a 1212 lidí odmítlo na otázku své náboženské víry odpovědět. Převahu mezi věřícími měla římskokatolická církev i před druhou světovou válkou, kdy se k ní ovšem přihlásilo přes 91 % obyvatel města (v roce 1930). K evangelické církvi tehdy vyjádřilo svoji příslušnost 3 % obyvatel a bez vyznání tehdy byla 4 % obyvatel.

## Obecní správa a politika

### Místní části
Město je tvořeno dvěma místními částmi, a sice Hejnicemi a Ferdinandovem. Každá z nich tvoří samostatnou základní sídelní jednotku a celé město vytváří jedno katastrální území pojmenované Hejnice.

### Zastupitelstvo a starosta
Město má patnáctičlenné zastupitelstvo, v jehož čele stojí starosta. Jím je od komunálních voleb konaných roku 2014 Jaroslav Demčák. Ve volbách konaných v roce 2022 zvítězilo uskupení pojmenované „Za lepší Hejnice“, jež získalo sedm mandátů, a nechalo za sebou jak „Společně pro Hejnice“, tak „Živé Hejnice“, které každé v novém zastupitelstvu získalo po čtyřech reprezentantech.
V komunálních volbách konaných v roce 1994 kandidovalo celkem devět uskupení. Třetinu všech hlasů tehdy získala Občanská demokratická strana (ODS), která tak obsadila pět křesel v městském zastupitelstvu. Další tři připadla jednak Straně demokratické levice (SDL) a také „Sdružení nezávislých kandidátů“. Dvě místa získala Občanská demokratická aliance (ODA) a po jednom obsadili zástupci České strany sociálně demokratické (ČSSD) a Křesťanské a demokratické unie – Československé strany lidové (KDU-ČSL). O čtyři roky později si voliči vybírali pouze ze čtyř kandidátek, z nichž nejvíce hlasů získalo „Sdružení nezávislých kandidátů“ a patřilo mu v zastupitelstvu šest míst. Zbylých devět mandátů si mezi sebe rovným dílem (každý tři) rozdělily ČSSD, Hnutí za harmonický rozvoj obcí a měst a Unie svobody (US). V následujících komunálních volbách konaných roku 2002 kandidovalo pět uskupení. Nejúspěšnější bylo „Sdružení Občanské demokratické strany a nezávislých kandidátů“ se ziskem šesti mandátů. Pět zastupitelů patřilo na základě výsledků voleb „Sdružení Unie svobody–Demokratické unii a nezávislým kandidátům“, další dvě ČSSD a po jednom místě získala KDU-ČSL a uskupení „Mladí pro Hejnice“. Pro obecní volby v roce 2006 bylo sestaveno pět kandidátek. Nejvíce mandátů (šest) v hlasování získalo uskupení „Hejnice“, následované sdružením „Za lepší Hejnice“ (to získalo pět zastupitelských míst) a uskupením „Pro občany, rozvoj a Hejnice“ se ziskem tří míst. Zbývající dvě místa si mezi sebe rovným dílem rozdělili zástupci ČSSD a „Změny“. Ve volbách v roce 2010 kandidovalo do zastupitelstva celkem pět uskupení, z nichž čtyři byla úspěšná. Nejvíce – 8 mandátů – získalo sdružení „Za lepší Hejnice“, pět mandátů ODS a po jednom shodně „Pro občany, rozvoj a Hejnice“ a „Sdružení pro sport a volný čas“. Roku 2014 získalo ve volbách jak uskupení „Za lepší Hejnice“, tak kandidátka „Společně pro Hejnice“ po sedmi mandátech. Poslední, a tedy rozhodující, místo získala v zastupitelstvu Lucie Podhorová z uskupení „Pro občany, rozvoj a Hejnice“. Ta se v povolebních vyjednáváních nakonec přiklonila na stranu „Za lepší Hejnice“ a umožnila jim tak vedení města. Za další čtyři roky (2018) zvítězila ve volbách kandidátka nazvaná „Za lepší Hejnice“, jež získala sedm zastupitelů. Pět připadlo „Společně za Hejnice“ a zbylé tři získaly „Živé Hejnice“.

### Znak a vlajka
Městský znak zpracovaný vídeňským heraldikem Friedrichem Jungingerem, který jej vytvořil na základě návrhu hejnického měšťana Emanuela Gareise, tvoří polcený štít. Jeho pravé pole je červeno-zeleně sníženě dělené. V jeho horní části se nachází stříbrné průčelí místní dominanty (chrámu) mezi dvěma věžemi, z nichž každá má vchod, nad sebou dvě okna, lucernu spolu s bání a makovicí zakončenou patriarchálním křížem. Báně jsou cibulovitého tvaru, veškeré vchody i okna jsou půlkruhová, černá a ke vchodům vedou schody. Dolní část obsahuje tři vyrůstající odkloněné obilné klasy zlaté barvy odkazující k zemědělskému charakteru města. Prostřední z klasů má dva listy, krajní pouze jeden. V levém modrém poli stojí stříbrný vykořeněný smrk (na počest hory Smrk, nejvyššího vrcholu české části Jizerských hor), který je přeložený zlatě zbarveným břevnem, ve kterém je černé ozubené kolo (odkazující na průmyslový rozvoj Hejnic na konci 19. století). Levá polovina znaku, tedy modré pole se zlatým břevnem, je pravděpodobně upomínkou na gallasovský znak, neboť tento rod se podstatně zasloužil o vzestup věhlasu Hejnic. Nad štítem se nachází zděná koruna ve stříbrné barvě, jež se však používá pouze výjimečně.
Obecní vlajku získalo město na základě rozhodnutí číslo 55 dne 31. května 2005 z rukou předsedy Poslanecké sněmovny Parlamentu České republiky Lubomíra Zaorálka. Její list tvoří žerďový pruh (o šířce jedné třetiny délky listu červeno-zeleně dělený v poměru 5:3) spolu se třemi vodorovnými pruhy modré, žluté a opět modré barvě (poměry šířek pruhů jsou 3:2:3). Obrazce jsou na vlajce stejné jako na městském znaku. Jen smrk je vyveden v bílé barvě. Vlajka má šířku k délce v poměru 2:3.

### Členství ve sdruženích
Hejnice jsou členy Euroregionu Nisa, který od roku 1991, kdy byl založen, podporuje přeshraniční spolupráci mezi Českou republikou, Polskem a Německem. Současně se řadí mezi členy dobrovolného svazku obcí Mikroregion Frýdlantsko, jenž pečuje o vzájemnou spolupráci mezi členskými obcemi a zároveň koordinuje rozvoj tohoto regionu. A patří také do místní akční skupiny tohoto mikroregionu.

### Partnerská města
- Łęknica, Polsko[157]
- Burghaun, Německo (v přípravě)[158]

## Hospodářství

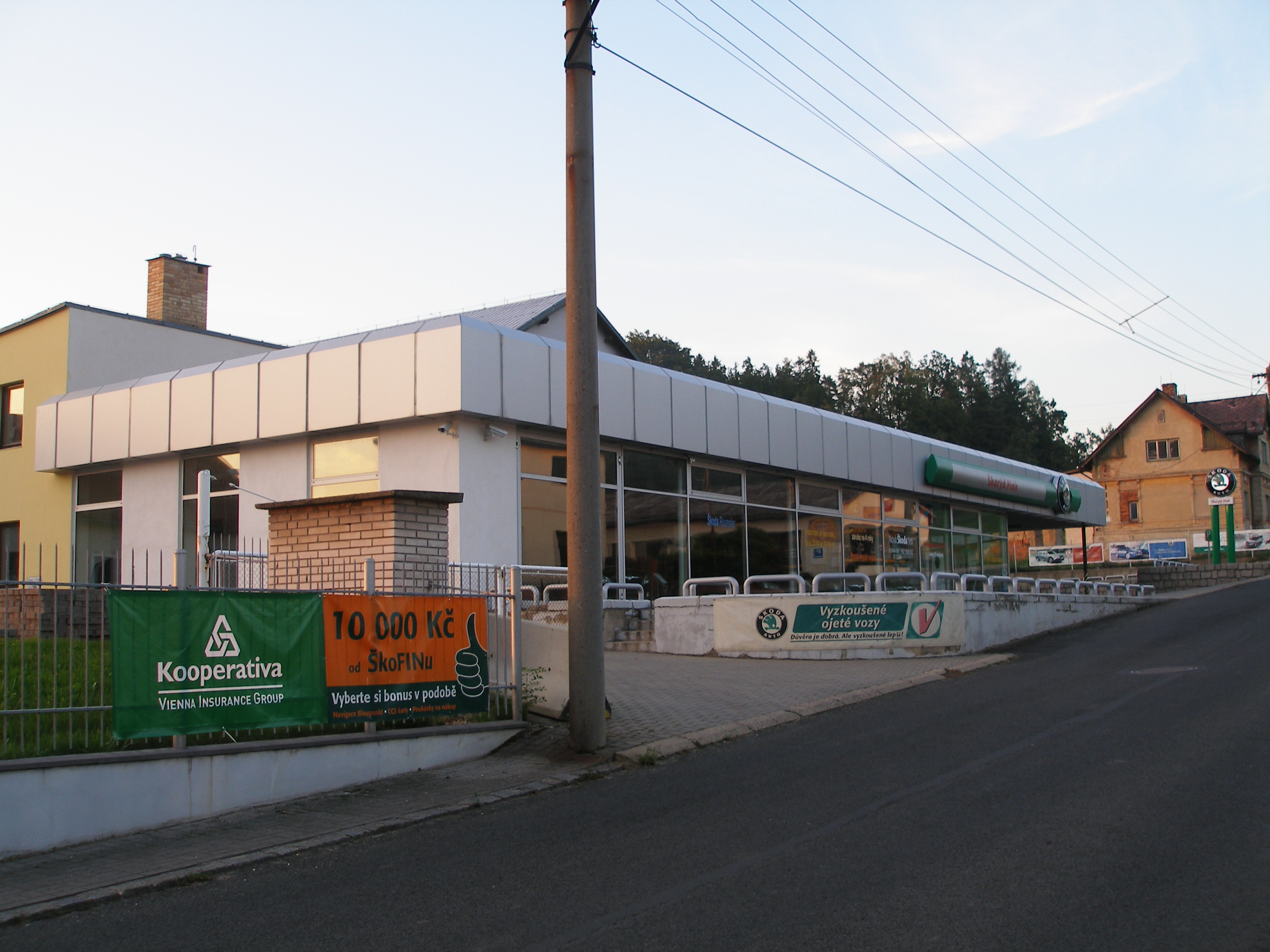
Autosalón Škoda společnosti Ladislav Škarýd – Pink

Míra nezaměstnanosti dosahovala ve městě ke konci roku 2011 hodnoty 12,4 % (v celé zemi se tou dobou pohybovala na hodnotě 6,7 %). Ke konci roku 2021 sídlilo ve městě celkem 696 podnikatelských subjektů. Patřil mezi ně výrobní závod české pobočky německé elektrotechnické firmy CiS systems. Ve stejném areálu sídlila také firma W. Wülfing CZ vyrábějící ložní a stolní prádlo, která se ovšem během roku 2013 přestěhovala do Dětřichova. Ve východní části obce, u koncové stanice místní železniční tratě, se rozkládá areál dřevozpracujícího závodu Herap. Svůj závod měla ve městě také mezinárodní společnost Knorr-Bremse. Při výjezdu z Hejnic do Lázní Libverdy stojí objekt, v němž byl do roku 2012 v provozu autosalón značky Škoda. Firma Pink, která jej provozovala, autosalón zrušila a lakovnu přesunula do Liberce. Ve Ferdinandově sídlí společnost Cube CZ, výrobce plošných spojů. Společnost též sama vydala několik hudebních titulů; například album Ondřeje Pivce nazvané Don't Get Ideas, za které v roce 2006 získal cenu Anděl, udělovanou Akademií populární hudby.
V oblasti služeb funguje v Hejnicích několik malých provozoven povětšinou soukromých majitelů. V bývalé hasičské zbrojnici prodává své výrobky místní pekárna, občerstvení nabízí místní restaurace a kavárny. Je zde i prodejna potravin družstva CBA. Ve městě se nachází pobočka České pošty a do konce ledna 2017 tu měla expozituru také Česká spořitelna.

## Doprava

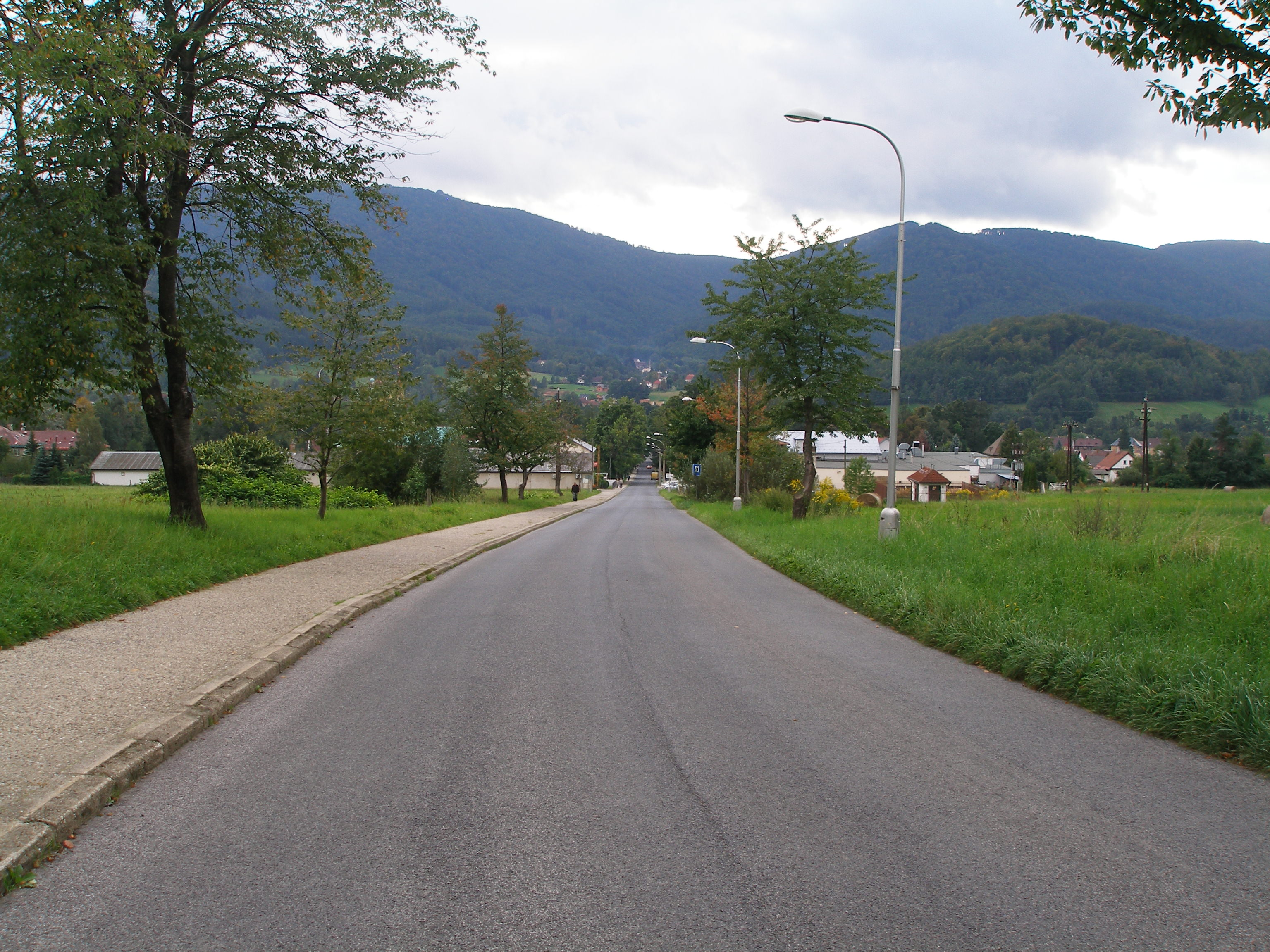
Silnice III/29015 na rozmezí Hejnic a Lázní Libverdy (pohled do Hejnic)

### Silniční doprava
Město má zajištěno silniční i železniční spojení s okolními obcemi a městy. Tok řeky Smědé po jejím severním břehu sleduje silnice II/290, která město spojuje s Raspenavou na západě a Bílým Potokem na východě. Ve městě tato komunikace tvoří Jizerskou ulici, která u místního kostela mění svůj název na ulici Petra Bezruče a pokračuje tak až k rozhraní města s Bílým Potokem. Na křižovatce u Riedlovy vily odbočuje ze silnice druhé třídy severním směrem komunikace III/29015 (nazvaná Lázeňská ulice), vedoucí přes Lázně Libverdu, Přebytek a Ludvíkov pod Smrkem až do Hajniště, a jižním směrem odtud vychází silnice III/29016 směrem k místní části Ferdinandov. Po všech těchto komunikacích je vedena veřejná automobilová doprava, kterou zajišťuje ČSAD Liberec. Autobusové spojení mají Hejnice vedle krajského Liberce ještě s Frýdlantem, Raspenavou, Lázněmi Libverdou, Novým Městem pod Smrkem, Bílým Potokem a také s horskou chatou Smědavou. Na vjezdu do města od Raspenavy je motoristům k dispozici čerpací stanice pohonných hmot.

### Železniční doprava
Severně od silnice II/290 je vedena železniční trať číslo 038 spojující Raspenavu s Bílým Potokem. Na této trati u chráněného železničního přejezdu v Lázeňské ulici leží železniční zastávka Hejnice. Na katastru města se nachází i koncová zastávka této tratě pojmenovaná Bílý Potok pod Smrkem. Po železniční trati, která je od roku 2008 zařazena do systému Jizerskohorské železnice, jezdí vlaky z Bílého Potoka do Raspenavy a odtamtud následně coby křídlové vlaky do Liberce.

### Poutní cesty

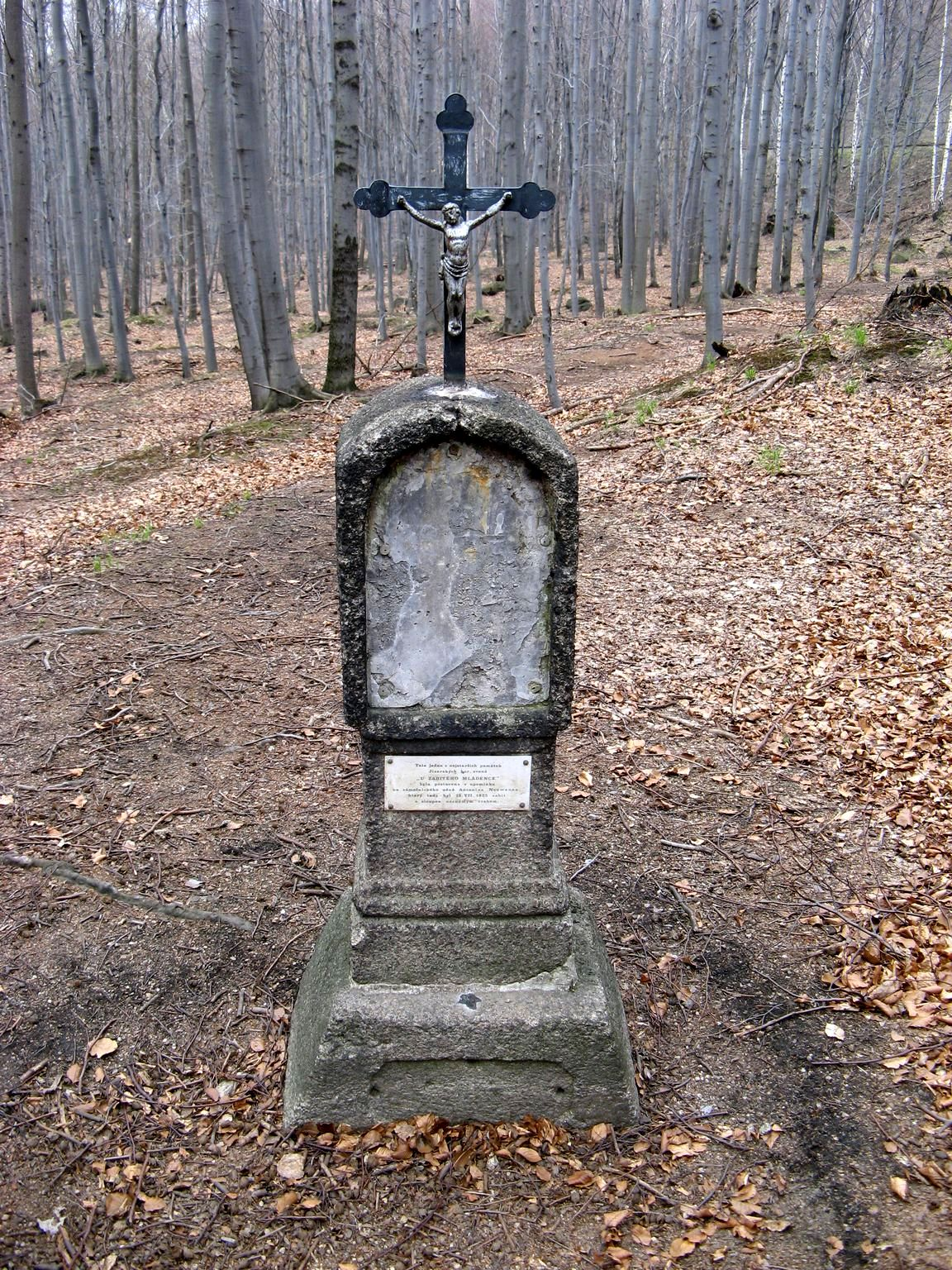
Pomníček „U zabitého mládence“ při Staré poutní cestě

Věřící do města přicházeli po poutních cestách, které lemovaly kapličky a boží muka. Do města vedly celkem tři cesty, a sice Stará, Nová a Slezská. První z nich, Stará, spojovala poutní místo Hejnice s Raspenavou a Oldřichovem v Hájích. Doba jejího vzniku je neznámá, ale v polovině 16. století již prokazatelně existovala. Její trasa je v turistických mapách značena modrou značkou. U cesty poblíž Oldřichovského sedla je zbudován pomník upomínající na sedmnáctiletého Antonína Neumanna z Hejnic, jenž se tudy v červenci roku 1825 vracel z Liberce, kde byl v učení na kováře, za rodiči do Hejnic. Na tomto místě ho přepadl a k smrti ubil útočník, jehož se nikdy nepodařilo vypátrat. Na místě byl vztyčen pomník označovaný „U zabitého mládence“ či „Zabitý mládenec“, jenž se řadí mezi nejstarší v Jizerských horách.
Další cesta je pojmenována Nová a přivádí sem z Liberce poutníky přes masiv Jizerských hor. Také její trasa je v mapách značena modrou turistickou značkou. Vznikla pravděpodobně v 18. století. Poslední z cest, Slezská, sem vedla ze Slezska, přes Nové Město pod Smrkem, Ludvíkov pod Smrkem a Lázně Libverdu, kde se poutníci občerstvovali zdejší léčivou kyselkou. Tato cesta po druhé světové válce zanikla.

## Společnost

### Školství

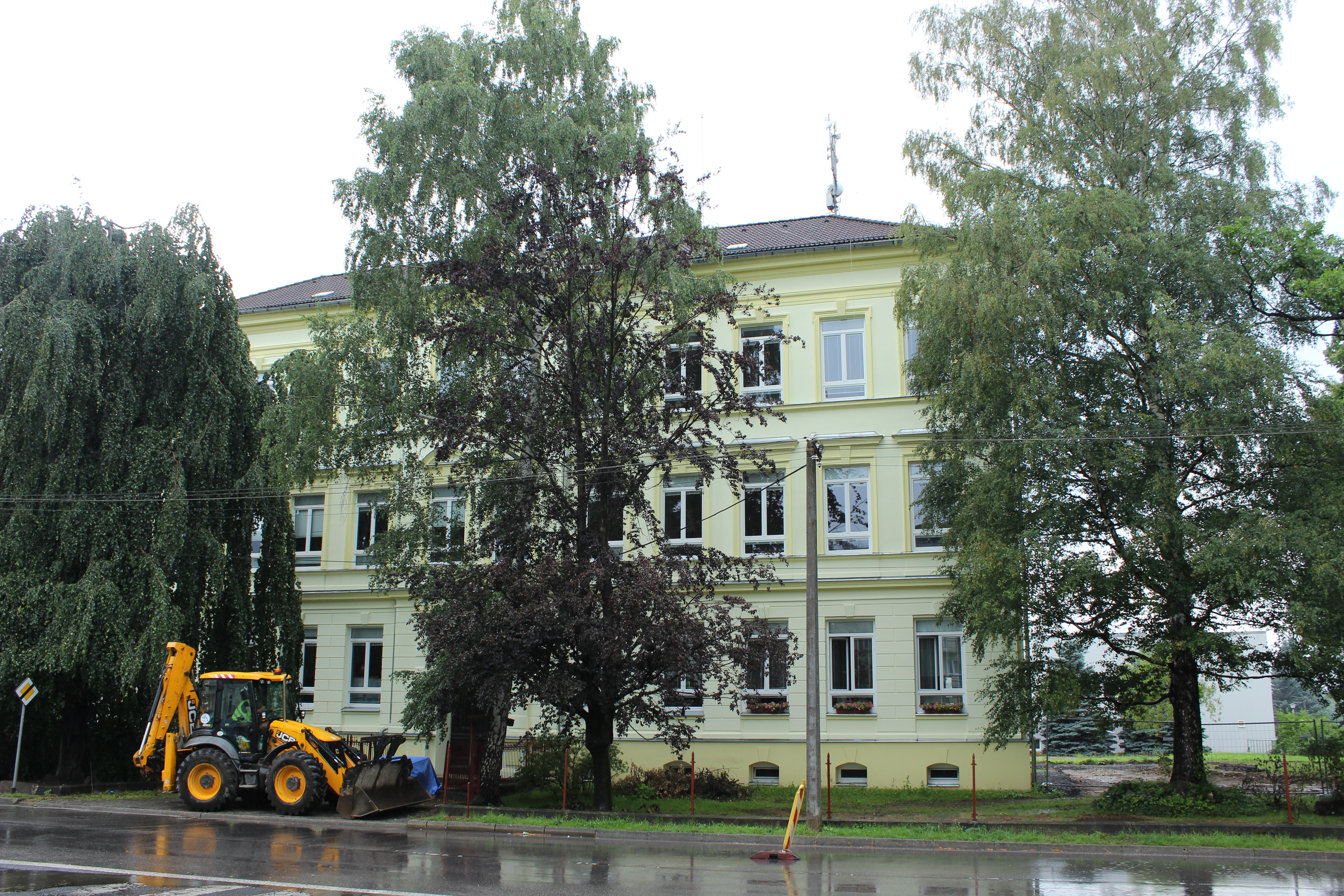
Objekt místní školy

V Hejnicích je základní devítiletá škola. Sídlí ve třech sousedících budovách situovaných u Lázeňské ulice ve středu města, severovýchodním směrem od zdejší železniční zastávky. Dvě z těchto budov jsou určeny pro výuku prvního stupně a nacházejí se v nich také specializované učebny žáků druhého stupně. Jejich kmenové třídy jsou ale umístěny v poslední ze školních budov. Ke své výuce mají žáci k dispozici dvě tělocvičny, venkovní hřiště a také sportovní areál s umělou horolezeckou stěnou. Ve škole je také vybavená keramická dílna. Vedle výuky škola pořádá i sportovní akce například v aerobiku či lezení na umělé stěně, které jsou určené dospělým a jejich dětem.
Předškolní děti mohou navštěvovat některou ze tří mateřských škol, které se na území města nacházejí. Největší z nich, o kapacitě 70 dětí, je u místního městského úřadu v Nádražní ulici v objektu číslo popisné 65. Druhá ze školek stojí v parku u Lázeňské ulice. Od areálu základní školy ji odděluje železniční trať z Raspenavy do Bílého Potoka. Do této školky může chodit maximálně 48 dětí. Poslední z mateřských škol se nachází ve Ferdinandově, a sice v domě číslo popisné 64, a disponuje kapacitou 20 míst.
Ve městě byla od roku 1949 střední škola lesnická. Ta byla samostatnou školou až do konce března 2007. Na počátku dubna toho roku se sloučila se Střední školou hospodářskou z Frýdlantu, čímž vznikla „Střední škola hospodářská a lesnická Frýdlant“. V Hejnicích (v areálu nacházejícím se severně od zdejší železniční zastávky) vzniklá škola vyučovala obory zaměřené na ekologii, zpracování dřeva a na zahradnictví. Škola pořádala soutěže v práci s motorovou pilou nazvané „Hejnický dřevorubec“ a od roku 2002 provozovala v areálu školy naučnou stezku zaměřenou na poznávání lesa a přírody. Poté areál odkoupila Jednota bratrská a počínaje zářím 2021 je v objektu otevřena Střední škola pedagogická a sociálně právní a střední zdravotnická škola Jana Blahoslava.
Od roku 1946 působila ve městě také Základní odborná škola československého textilního průmyslu. Určena byla pro šedesát studentů. Činnost školy skončila po roce 1990 a na konci 90. let 20. století se její objekty přestavěly na byty.

### Kultura

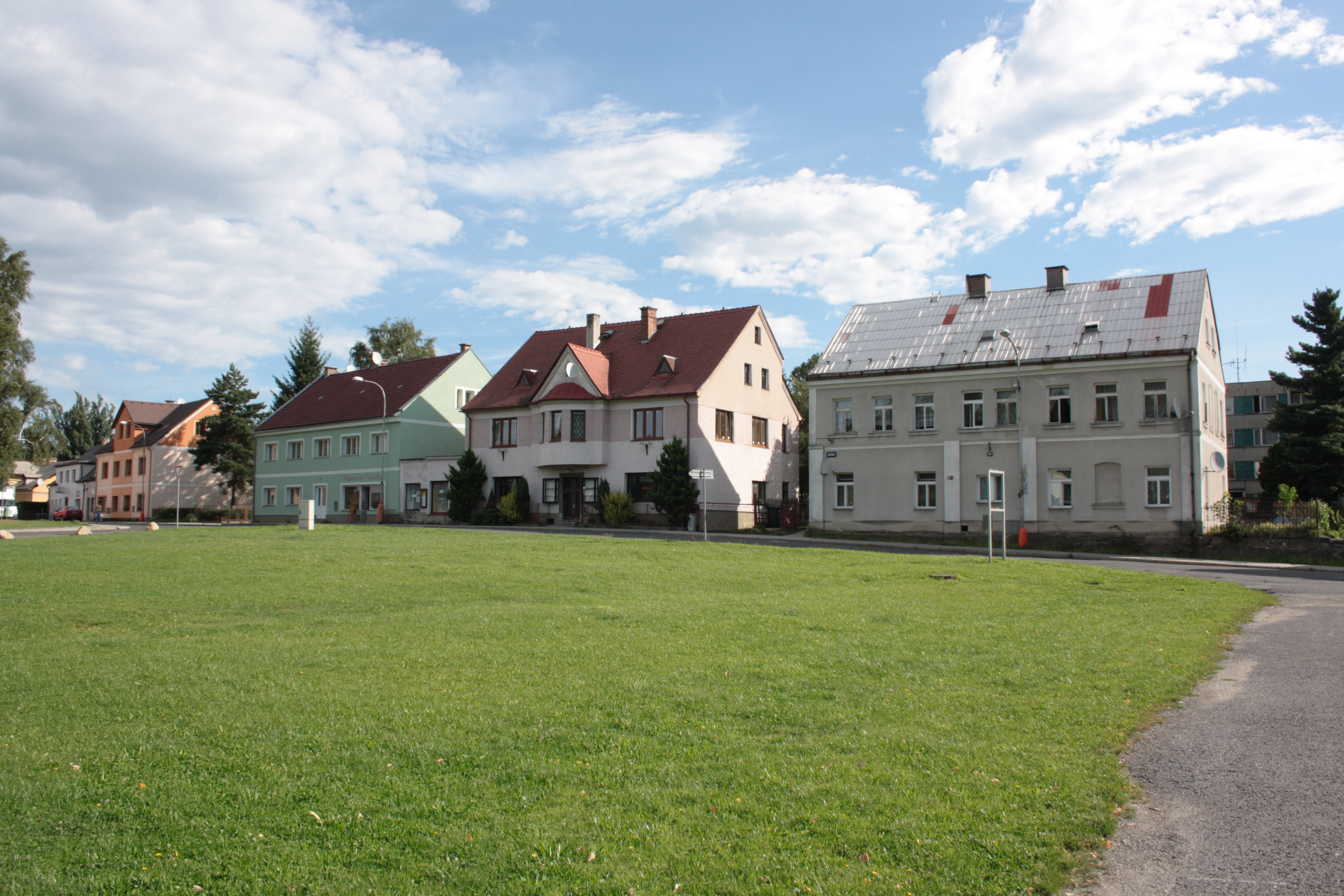
Zástavba v hejnické Jizerské ulici (v domě uprostřed se štítem sídlí horolezecké muzeum)

Ve městě jsou dvě kina. Jedno je klasické, v budově v sousedství klášterní zahrady, a druhé je letní v areálu koupaliště. Na začátku druhé dekády 21. století bylo nutné klasické kino modernizovat (digitalizovat). Protože však město na ni nemělo dostatek finančních prostředků (cca 2,5 milionu), zkoušelo peníze získat výhrou ve Sportce (na sázky se skládali návštěvníci kina, kteří měli také možnost stanovit tipovaná čísla na sázecím tiketu). Město sice peníze nevyhrálo, ale upozornilo tak na problém a podařilo se mu polovinu potřebné částky získat z různých dotací a zbylou část doplatilo ze svého. V kině se vedle filmů promítají také přímé přenosy vybraných zápasů vrcholných reprezentačních akcí v ledním hokeji (olympijských her a mistrovství světa).
Ve městě je v domě čp. 253 otevřeno Hejnické muzeum horolezectví v Jizerských horách. Jsou v něm vystaveny pomůcky a potřeby horolezců, které doplňují profily významných lezců z regionu (například Josefa Čihuly). Ve Ferdinandově u domu čp. 62 je zas otevřeno arboretum Josefa Eberta.
V objektu mateřské školy v Nádražní ulici je umístěna místní knihovna. Ke konci roku 2010 čítal knihovní fond 14,5 tisíce knihovních jednotek a do knihovny chodilo celkem 226 registrovaných čtenářů. K tomu samému roku byly v knihovně občanům k dispozici tři počítače s přístupem na internet. Vedle půjčování knih probíhají v prostorách knihovny také společenské akce například pro prvňáčky či u příležitosti lidových svátků (masopust, Velikonoce a další).
Počátkem měsíce července se ve městě u příležitosti výročí vysvěcení zdejšího kostela konají Hejnické slavnosti, jež navazují na tradiční Hejnickou pouť. Jejich součástí jsou výstavy fotografií zachycujících místní historii, projížďky historickým autobusem, ohňostroj či vystoupení například kapely Kryštof, Václava Neckáře či Tomáše Kluse, Jiřího Schmitzera, případně Vladimíra Mišíka spolu s ETC. Pravidelně během letních prázdnin a podzimu se v kostele koná seriál varhanních koncertů. Na nich vystupují jak sóloví hráči, tak také celá hudební tělesa. Mezi účinkujícími například byli varhanice Jiřina Pokorná, trumpetista a člen České filharmonie Miroslav Kejmar či varhaníci Aleš Bárta nebo Miloš Bok. Přelom měsíců září a říjen tradičně patří festivalu trampských a folkových skupin Jizerská nota.

### Sport
Po jižním břehu řeky Smědé přichází do města od Raspenavy cyklistická trasa číslo 3016. Ta se západně od kostela spojí s cyklotrasou číslo 3006 vedoucí sem z Ferdinandova a obě spolu následně pokračují kolem kostela a dále Klášterní ulicí na křižovatku u Riedlovy vily. Odtud se po komunikaci Jizerské ulici vrací ke kostelu a dále po ulici Petra Bezruče až k Dělnickému domu, kde se od trasy 3016 (vedoucí i nadále po silnici II/290) oddělí trasa 3006, jež stoupá k místní skládce odpadu a následně do Lázní Libverdy.

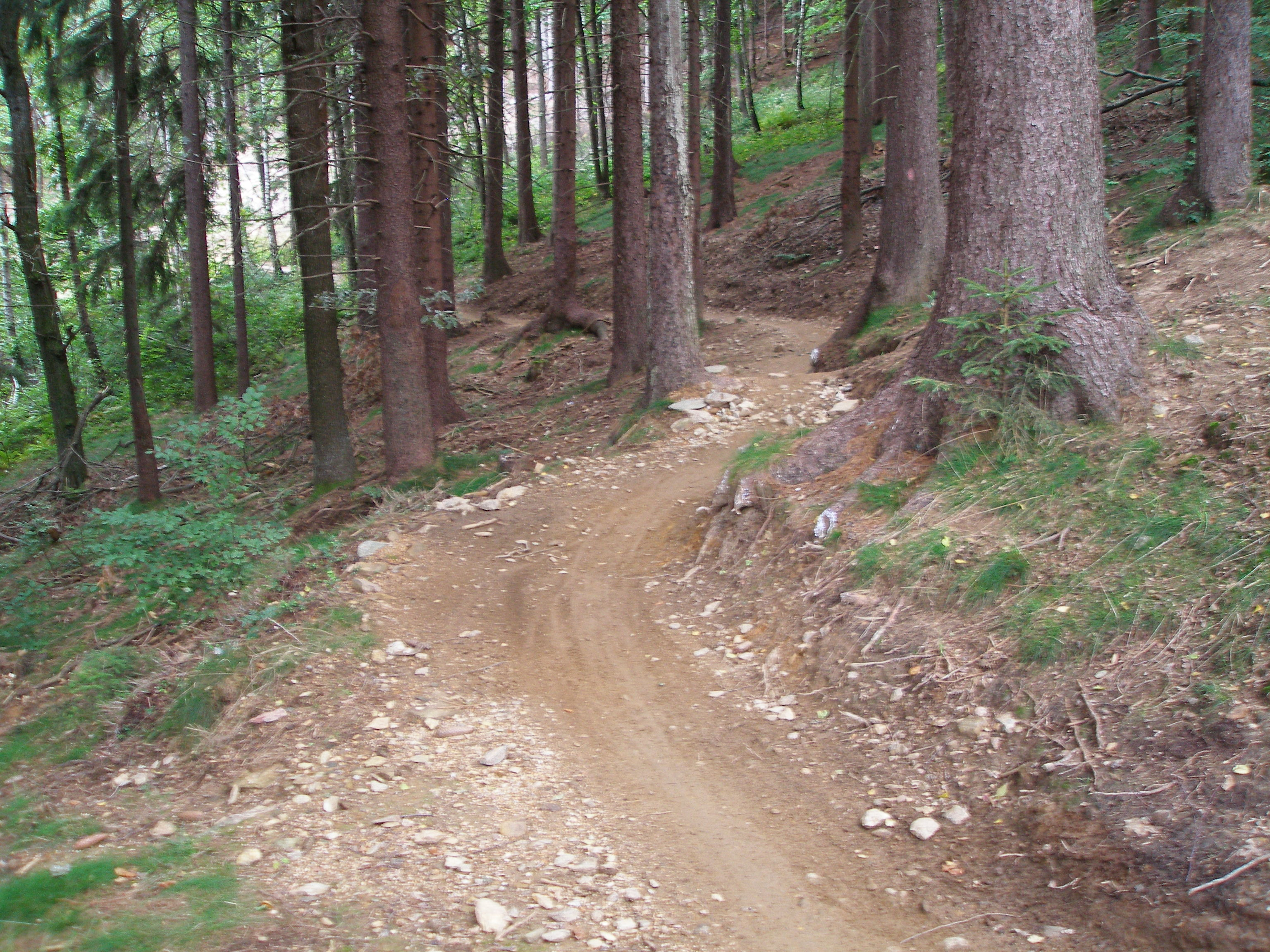
Trať singltreku

Severně od kostela se nachází rozcestník značených turistických tras pojmenovaný „Hejnice–kostel“. Východním směrem odtud vede žlutě značená turistická trasa na rozcestí „U Liščí chaty“ nacházející se jižně od Bílého Potoka. Jižním směrem od hejnického kostela vede červená trasa na vrch Ořešník, jihozápadním směrem zeleně značená trasa do Ferdinandova (na tamní rozcestí pojmenované „Ferdinandov“), západním směrem pak modrá trasa do Lužce na stejnojmenné rozcestí a severním směrem opět červená přes rozcestí „Hejnice – železniční stanice“ nacházející se u železniční zastávky pokračující dále do Lázní Libverdy ke stejnojmennému rozcestí. Z rozcestí u železniční zastávky navíc vychází modrá trasa směrem do Bílého Potoka vedoucí podél železniční tratě. Na rozcestí ve Ferdinandově přichází od Hejnic zmíněná zelená značka, která odtud dále pokračuje podél Černého Štolpichu na rozcestí „Pod vodopády“. Z ferdinandovského rozcestí vychází také modře značená trasa stoupající podél Bílého Štolpichu až k rozcestí „Malý Štolpich – vodopád“. Jižně od Ferdinandova po severních svazích Jizerských hor je vedena naučná stezka Viničná cesta.
Místní příznivci fotbalu se sdružují ve zdejším klubu FK Hejnice. Soutěžní zápasy v barvách klubu hraje celkem pět mužstev (přípravka, žáci, dorost a muži A a B). První mužstvo mužů nastupuje v krajské 1. A třídě.
Ve městě působí také oddíl horolezců. Trénují buď přímo v Jizerských horách a nebo na dvou umělých stěnách, jež jsou ve městě k dispozici. Od roku 1990 pravidelně závěrem roku pořádají „Silvestrovské závody“, jež se řadí k nejstarším závodům v České republice. Zájemcům o fitness a kulturistiku je k dispozici zdejší centrum Mina. Činná je ve městě také místní organizace Klubu českých turistů. Její členové pravidelně každým rokem pořádají Putování po stopách Železné koruny, jehož první ročník se uskutečnil roku 1973. Vedle několika pěších tras o různých délkách jsou od roku 1995 její součástí také trasy pro cyklisty.
Cyklisté mohou využívat trasy Singltreku pod Smrkem, které se rozkládají severně od města a během zimních měsíců provozuje Svazek obcí SMRK, jehož ale Hejnice nejsou členem, v okolí Nového Města pod Smrkem lyžařské okruhy nazvané Stopy pod Smrkem (dříve Stopy NMpS), jejíž některé trasy zasahují až k Hejnicím.

## Pamětihodnosti
Vedle přírodních památek se v Hejnicích nacházejí také kulturně-historické pamětihodnosti. Vedle místních kulturních památek jsou to též nezemědělské roubené domy, jež mívají hrázděné patro a mansardové střechy, či objekty z přelomu 19. a 20. století.

### Klášter s poutním kostelem

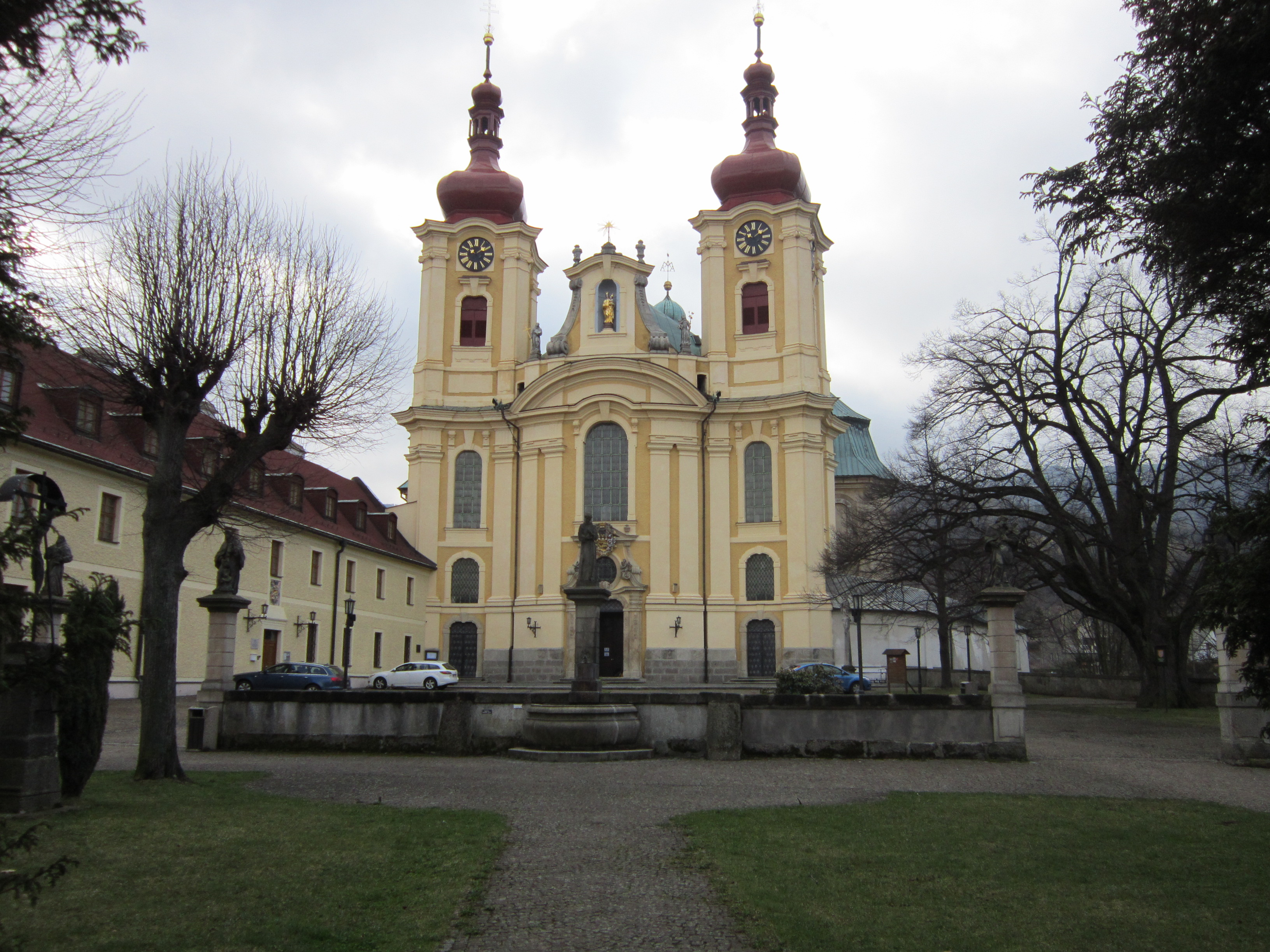
Prostor před poutním kostelem

Nejvýznamnější místní pamětihodností je františkánský klášter s poutním kostelem Navštívení Panny Marie, který byl roku 2018 prohlášen za národní kulturní památku.Čtyřkřídlý patrový klášter se nachází severně od chrámu. Jeho vnější zdi jsou pokryty jednoduchou fasádou a kolem oken se již nedochovalo kamenné ostění. Prostor na severní straně před objektem tvoří zahrada v parkové úpravě. Prostranství západně od kláštera vymezené dále na jižní straně kostelem a na západní straně ohradní zdí (na břehu řeky Smědé) je ze severní strany uzavřeno zídkou se dvěma brankami, jež se nacházejí po jejích stranách. U nich stojí sochy svatého Jakuba della Marca a Františka „Solaris“, dále svatého Jana Nepomuckého a svatého Václava. Všechny tyto čtyři sochy vytvořil v roce 1750 frýdlantský sochař A. Weber.
Při západní straně tohoto prostranství stojí obdélníková novobarokní kaple svatého Antonína. Před kostelem také stojí mariánský sloup z roku 1714, jehož poškozená socha byla přemístěna do ambitu zdejšího kláštera. Od silnice číslo III/29016 vedou jižním směrem k prostoru před kostelem dvě cesty. Ty jsou lemovány zděnými poutnickými stánky zbudovanými roku 1834.
U domu číslo popisné 73 stojí obdélníková barokní kaple z první poloviny 18. století, jejíž průčelí je členěno pilastry a ukončeno římsou. Její vnitřek je sklenut plackou. Před ní se nachází socha svatého Jana Nepomuckého, do níž je vytesán chronogram 1727.

### Boží muka

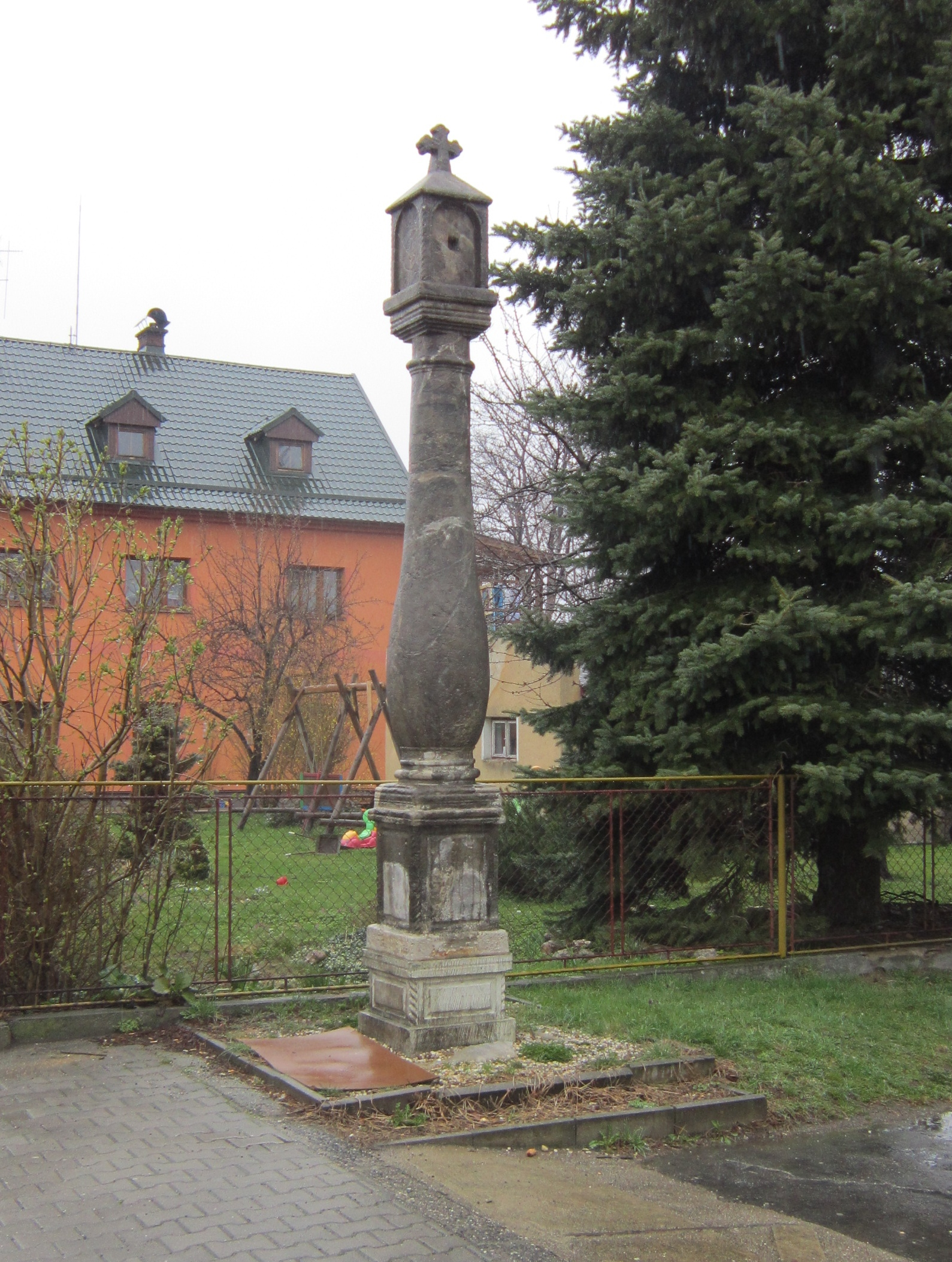
Pískovcová boží muka

Při silnici číslo II/290 poblíž domu číslo popisné 175 stojí památkově chráněná kapličková boží muka z roku 1673, čímž se řadí mezi nejstarší hmotné památky na území města. Skulpturu pravděpodobně nechala vystavět Marie Anděla z Nouncle, roz. Lamotte z Frintropu, jejíž rod na Frýdlantsku vlastnil lenní statky v Boleslavi a v Poustce. Důvodem výstavby sloupu měla být její nemoc. Když byl sloup dokončen, absolvovala od něho podle písemných pramenů cestu po kolenou až ke kostelu (cca 0,5 kilometru), a tím se uzdravila.
Boží muka dosahují výšky asi 4 metrů, vytvořena jsou z pískovce a mají podobu patky, dříku a hlavice, jež je ukončena křížem. Do hlavice je do dvou protilehlých nik vryt erb s letopočtem 1673. Je zde vytesán text upomínající na stavitelku (Maria Angela von Nanckl Wittib, geborne von Frintrop, genannt Lamotin). Podle Josefa Bennesche, autora hejnické kroniky z roku 1924, bývala v jedné ze čtyř nik dříve také schránka s mincemi a pamětním listem. Tuto niku měl překrývat obrázek s náboženskou tematikou a obdobný měl být i na protilehlé straně. Obrázky zachycovaly biblické motivy, a sice Krista na Olivetské hoře a Pannu Marii Bolestnou.
Až do poloviny září roku 2006 stávala boží muka v chodníku Jizerské ulice. Avšak vlivem otřesů od postupně rostoucích intenzit dopravy, eroze a také opomíjené údržby došlo k jejich puknutí a hrozilo tudíž zřícení. Proto byla muka odvezena k rekonstrukci, kterou zaplatil vlastník pozemku – Liberecký kraj. V polovině listopadu 2006 se skulptura vrátila zpět do Hejnic, jen je umístěna ve vzdálenosti asi dvou metrů od původní lokality. Na novém místě je tak lépe chráněna před otřesy vznikajícími od projíždějících automobilů. Během osazování na novém místě byl do prostoru mezi základ a patku sloupu vložen – dle rozhodnutí Národního památkového ústavu – zcela nový díl vyrobený z pískovce.

### Most

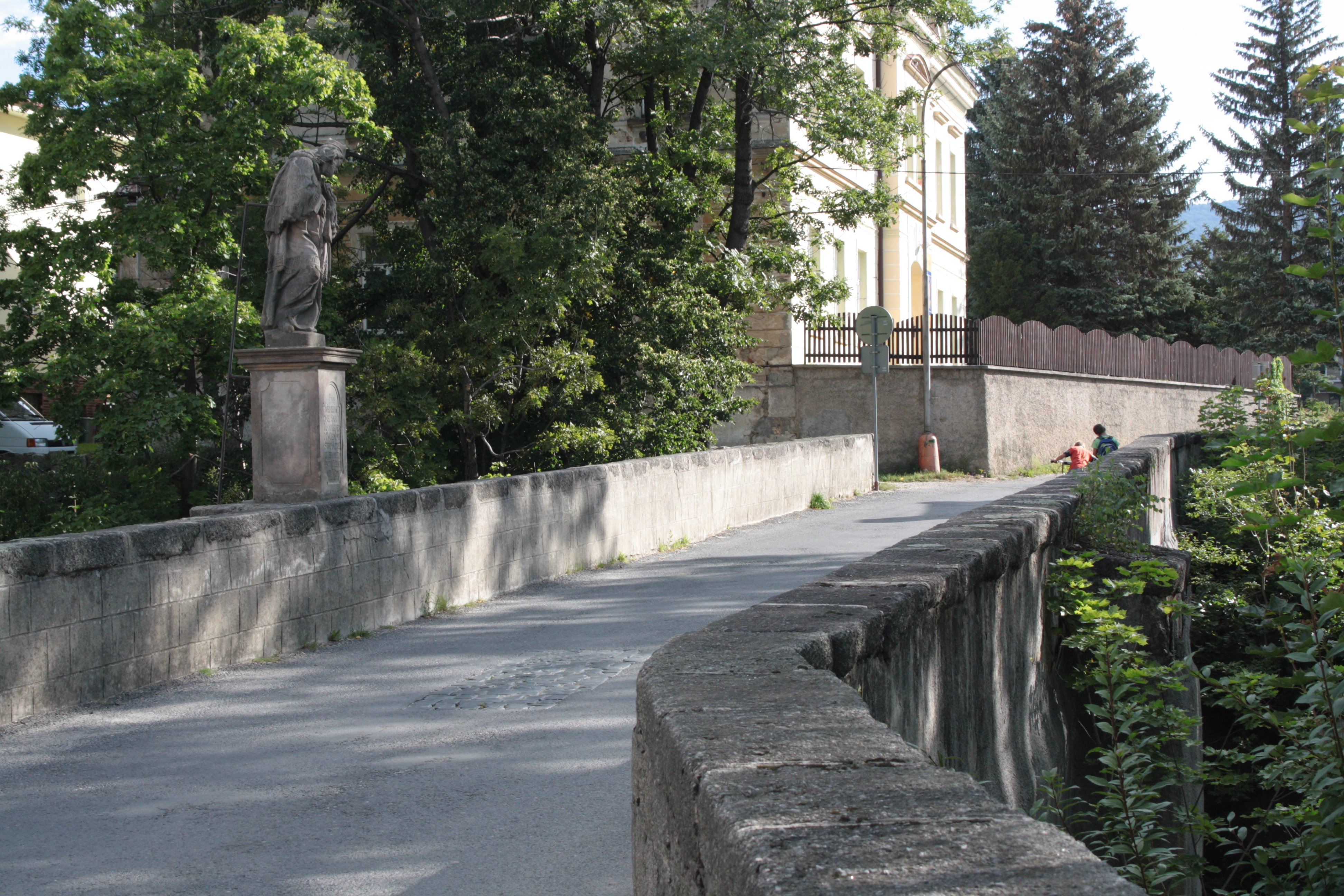
Kamenný most přes řeku Smědou

Silnice spojující Hejnice s Ferdinandovem překračuje východně od kostela řeku Smědou přes památkově chráněný barokní kamenný most z 18. století. Údolí most překlenuje dvěma oblouky z lomového zdiva, které ovšem nemají stejné rozpětí (jeden 11,9 metru, druhý 5,3 metru). Délka mostu činí 21,4 metru a výška 12,5 metru. Na mostě se nachází socha svatého Jana Nepomuckého z roku 1722, která však byla na most umístěna až v 90. letech 20. století.

### Hotel Perun
V místech, kde stávala hospoda U císaře rakouského, nechal F. J. Scholz postavit hotel o 25 pokojích. Pojmenoval ho Klášterní dvůr a slavnostně jej otevíral na Vánoce roku 1900. Objekt patřil k nejznámějším místním hotelům. Nedlouho po otevření byl přejmenován na Císařův dvůr (Kaiserhof), potom podle svých majitelů na Sholz a následně Möller. Po roce 1945 se jeho název změnil na Praha a poté na Perun. V restitucích po roce 1990 byl navrácen původním majitelům, kteří jej však prodali. Stavba ale vlivem zanedbání údržby ztrácela svůj reprezentativní vzhled a roku 1997 se její jižní stěna zřítila. K úplnému zboření hotelu došlo až za dalších 13 let, v roce 2010.

## Osobnosti
S městem jsou spjaty tyto osobnosti:
- František Karel Auersperg (1935–2008) – rakouský politik a odborář
- Heda Kaufmannová (1905–1981) – česká spisovatelka a překladatelka
- Wilhelm Klein (1850–1924) – klasický archeolog
- Hugo Franz Kirsch (1873–1961) – sochař, keramik
- Jürgen Kocka (* 1941) – německý historik
- Katharina Matzová (1930–2021) – německá divadelní a filmová herečka
- Miloš Raban (1948–2011) – katolický kněz, pedagog, teolog
- Josef Riedel (1816–1894) – průmyslník označovaný za Sklářského krále Jizerských hor
- Josef Zlámal (1915–2008) – katolický kněz